# Shogunato Tokugawa
El shogunato Tokugawa (徳川幕府 Tokugawa bakufu?), también conocido como shogunato Edo, bakufu Tokugawa o, por su nombre original en japonés, bakufu Edo (江戸幕府 Edo bakufu?), fue el tercer y último shogunato que ostentó el poder en todo Japón; los dos anteriores fueron el shogunato Kamakura (1192-1333) y el shogunato Ashikaga (1336-1573). Este shogunato fue instaurado por el shōgun Tokugawa Ieyasu, fundador del clan Tokugawa (徳川氏 Tokugawa-shi?) y descendiente del clan Matsudaira, el 24 de marzo de 1603 (que corresponde al 12.º día del segundo mes del año 8 de la era Keichō en el calendario tradicional japonés).
Durante el período de los shogunatos, existía una especie de dictadura militar sometida específicamente al emperador de Japón. El shōgun, convertido en general en jefe de las fuerzas armadas de Japón, tenía el poder militar y político del país; mientras que al emperador le fueron asignados poder espiritual y religioso, a modo de enlace entre las personas y los dioses, y poder nominal en la Corte Imperial de Kioto. Esta situación era análoga, en parte, a la dominante en el universo político europeo durante la Edad Media, cuando el sacro emperador romano-germánico ostentaba el poder político y militar, y el papa, el poder religioso.
Quince shōgun administraron el poder del clan Tokugawa y del país durante 264 años, subordinando a los demás clanes a cambio de un poder secundario o provincial. En este período el clan es conocido por adoptar una política que centralizó y unificó al país devastado por las guerras de la antigua era Sengoku, y logró establecer un sistema de clases en la sociedad japonesa. También es conocido por adoptar una postura de aislamiento absoluto frente al resto del mundo (sakoku), que desembocó en la prohibición y expulsión de extranjeros y en la eliminación de influencias externas por cualquier medio. Tal fue el caso del exterminio de cristianos durante el shogunato, así como de otras resoluciones drásticas, cuyo propósito fue mantener el equilibrio de poder en Japón.
El poder nominal del shogunato estaba en la ciudad de Edo (actual Tokio), a diferencia del poder imperial, establecido en Kioto. Así, este período de dominio del shogunato Tokugawa es conocido como período Edo o período Tokugawa.
Dicho período terminó bajo múltiples presiones con la entrega del poder de Tokugawa Yoshinobu al emperador Meiji, el 9 de noviembre de 1867 (que corresponde al 14.º día del décimo mes del año 3 de la era Keiō en el calendario tradicional japonés). A partir de entonces el shogunato fue abolido y el emperador obtuvo el poder militar y político del país, desencadenando la Restauración Meiji que transformaría al país radicalmente durante el resto del siglo XIX.

## Antecedentes
El poder del clan Tokugawa inicialmente surgió de Matsudaira Takechiyo del clan Matsudaira; el poder de este clan se limitaba a la antigua provincia de Mikawa, al este de la actual prefectura de Aichi, en el centro de Japón. Takechiyo nació en 1543 y era hijo de Matsudaira Hirotada, un daimyō de baja clase. En el momento de su nacimiento, el país estaba envuelto en una cruenta guerra civil, producto de la decadencia del débil shogunato Ashikaga.
En 1548 Takechiyo fue hecho rehén de Oda Nobuhide, jefe del clan Oda, para impedir que Hirotada se coligara con el clan Imagawa, rival de Oda. En 1549, tanto Hirotada y Oda Nobuhide murieron y, mediante un intercambio entre el clan Oda y el clan Imagawa, Takechiyo pasó a formar parte del clan Imagawa. Estando con Yoshimoto Imagawa, que era el caudillo del clan, batalló contra Oda Nobunaga, hijo de Nobuhide y nuevo líder del clan Oda, hasta que Yoshimoto murió en la batalla de Okehazama en 1560.
Con este hecho, Kurando Motoyasu (Takechiyo cambió su nombre a Matsudaira Jirosaburo Motonobu en 1556 y a Matsudaira Kurando Motoyasu  en 1557) se alió con Oda Nobunaga, que pretendía lograr la unificación de Japón y el fin de la guerra civil. Así se hicieron reformas dentro del clan Matsudaira y se alcanzó la pacificación de Mikawa. En 1567 cambió definitivamente su nombre y apellido a Tokugawa Ieyasu y proclamó ser descendiente del clan Minamoto.

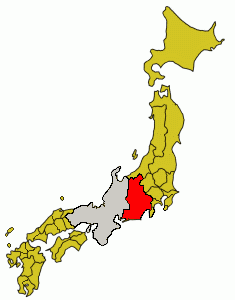
Territorios bajo Oda Nobunaga en 1582.
Tokugawa Ieyasu desde 1560 a 1589.

Durante los siguientes quince años, Ieyasu conseguiría anexionarse algunos territorios mediante ligas con clanes de provincias vecinas; y otros, mediante batallas en conjunto con Nobunaga: en Anegawa (1570, contra los clanes Asai y Asakura), Mikatagahara (1572, contra el clan Takeda), Nagashino (1575, contra el clan Takeda) y Temmokuzan (1582, en la que el clan Takeda y su ejército fueron aniquilados).
Sin embargo, con el asesinato de Nobunaga, en 1582, dio la oportunidad a los vasallos de este de hacerse con el poder. Fue así que, en 1583, ocurrió la batalla de Shizugatake, donde Toyotomi Hideyoshi y Shibata Katsuie, antiguos aliados de Nobunaga, lucharon por el título del daimyō más poderoso de Japón; Ieyasu no participó en esta contienda. Finalmente, vencería Hideyoshi.
Entre 1585 y 1590, Ieyasu permaneció al margen de las actividades de Hideyoshi, hasta que el último clan poderoso en Japón, el clan Hōjō, fue derrotado en el sitio de Odawara. Hideyoshi propuso a Ieyasu que este controlara los territorios que dominaba el clan Hōjō, en la región de Kanto al este del país, a cambio de los territorios de Ieyasu, incluyendo su provincia natal. Ieyasu aceptó el traslado y pacificó la región de Kanto, propuso algunas políticas que motivaron el desarrollo de dicha región, que estaba aislada del resto de Japón; tales iniciativas le valdrían a Ieyasu ser considerado el segundo daimyō más poderoso de la nación.
En 1593 nació el hijo y heredero de Hideyoshi, Toyotomi Hideyori. No obstante, Hideyoshi se encontraba muy anciano y enfermo, y dispuso en 1598 el Consejo de los Cinco Regentes para administrar el país durante la minoría de edad de Hideyori. El Consejo estaba conformado por Maeda Toshiie, Mōri Terumoto, Ukita Hideie, Uesugi Kagekatsu y Tokugawa Ieyasu, y este gozaba de una influencia preponderante.

## El ascenso al poder

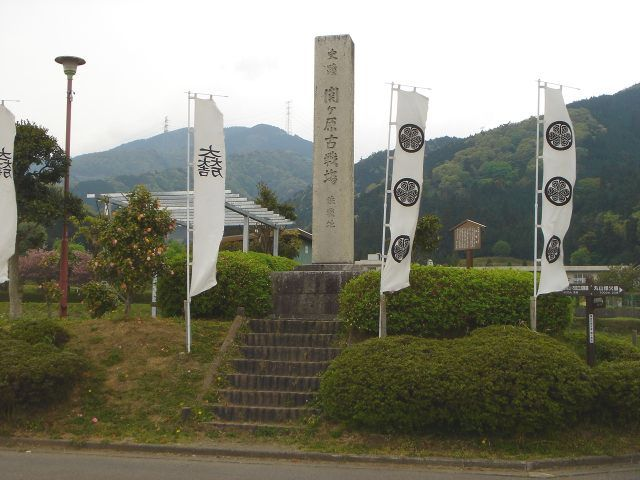
Sitio exacto de la batalla de Sekigahara, en la prefectura de Gifu.

Con la muerte de Hideyoshi en 1598, poco después de conformado el Consejo de los Cinco Regentes, el equilibrio de poder entre ellos comenzó a desbaratarse. Entre los clanes vasallos de Hideyoshi, aparecieron los primeros signos de impaciencia por obtener el poder efectivo: Hideyori apenas era un niño y el poder estaba concentrado en la regencia. Ieyasu, durante los próximos dos años, conseguiría pacientemente la ayuda de diversos daimyō que apoyaban su causa o que estaban descontentos con el clan Toyotomi.
La toma del poder se aceleró más en 1599, cuando murió el regente Toshiie. Esto ocasionó que Ieyasu tomara el castillo de Osaka, donde se encontraba Hideyori, y se proclamara Tenka Dōno (Señor del País). Ese título era nominal, ya que aún existía una severa oposición de parte de los tres regentes restantes y de varios clanes que no aceptaron a Ieyasu como jefe, entre ellos Ishida Mitsunari, un poderoso daimyō que no pertenecía a la regencia. A finales de 1599 y gran parte de 1600, todos los samurái y daimyō de Japón se agruparon en dos bandos bastante definidos: el bloque oriental, conformado por clanes que apoyaban a Ieyasu; y el occidental, formado por los que respaldaban a Mitsunari y a los tres regentes.
La situación de crisis alcanzó su punto culminante el 21 de octubre de 1600 (15.º día del noveno mes del año 5 de la era Keichō), cuando se produjo una de las batallas más grandes entre clanes registradas en Japón: la batalla de Sekigahara. Ocurrida en la provincia de Mino, en esta batalla combatieron 88 888 soldados del bloque oriental contra 81 890 del occidental. La batalla duró entre las 8 a. m. y 5 p. m. de aquel día. La traición de algunos clanes del bloque occidental, como el Kobayakawa, trajo como consecuencia la derrota de este. Esta batalla, en la que sucumbieron alrededor de la mitad de las fuerzas occidentales, condujo a la desaparición de 87 clanes y a una reducción significativa de otros cuatro (entre ellos, el clan Toyotomi). Además proporcionó la ganancia de 7572 millones de koku (un koku equivalía 180 litros de arroz, y se usaba como referencia monetaria) al bloque oriental, el cese de las aspiraciones de los regentes y, sobre todo, confirmó la legitimidad de Ieyasu como Tenka Dōno.
Poco después, Ieyasu abordó la redistribución del poderío de todos los clanes japoneses. Aquellos que habían apoyado al clan Tokugawa desde antes de Sekigahara, llamados fudai daimyō, obtuvieron mayor poder y rango que los tozama daimyō, que eran los sobrevivientes que lo hicieron después de la trascendental batalla. Finalmente, Ieyasu consolidó su poder en 1603, cuando recibió del emperador Go-Yōzei el título de Seii Taishōgun, comandante en jefe de las fuerzas militares de Japón, y comenzó así un período de dominio de parte del clan Tokugawa durante los siguientes dos siglos.

## El clan Tokugawa
El clan Tokugawa (徳川氏 Tokugawa-shi?) fundado por Ieyasu, quien originalmente perteneció al clan Matsudaira, extendió su poder personal y familiar en el país desde 1603 mediante el mandato de los shōgun, que totalizaron quince durante el período Edo. Sin embargo, Ieyasu, en un intento de perpetuar la línea de los shōgun bajo el clan Tokugawa, estableció tres ramas adicionales que serían encabezadas por los hijos no herederos de Ieyasu. Conocidas como Gosanke (徳川御三家 Tokugawa Gosanke?, literalmente ‘las tres casas honorables de los Tokugawa’), sus ramas eran las casas de: Owari, fundada por el noveno hijo de Ieyasu, Tokugawa Yoshinao; Kii, fundada por el décimo hijo de Ieyasu, Tokugawa Yorinobu; y Mito, fundada por el undécimo hijo de Ieyasu, Tokugawa Yorifusa. Cada jefe poseía su han y era considerado daimyō de categoría superior a los shinpan, aquellos que eran muy cercanos al shōgun. Durante el mandato de Tokugawa Yoshimune, a comienzos del siglo XVIII, se estableció el Gosankyō (御三卿?) que agregaba tres ramas adicionales al clan: Tayasu, Hitotsubashi y Shimizu; ocupadas por dos hijos de Yoshimune y el segundo hijo de Ieshige, aunque estas ramas no poseían su propio han.
También la mayoría de los daimyō del clan Matsudaira descendían del clan Tokugawa; y además algunos miembros del clan se casaban con poderosos daimyō y miembros de la Familia Imperial. Algunos clanes allegados a los Tokugawa fueron: el clan Abe de Mikawa, Baba, Honda, Ii, Ishikawa y Sakai, entre otros.
El clan Tokugawa construyó sus templos dedicatorios, conocidos como tōshōgū, entre los que destaca el templo Nikkō Tōshō-gū, que fue dedicado a la memoria de Ieyasu y lugar actual de sus restos.

## El shogunato Tokugawa

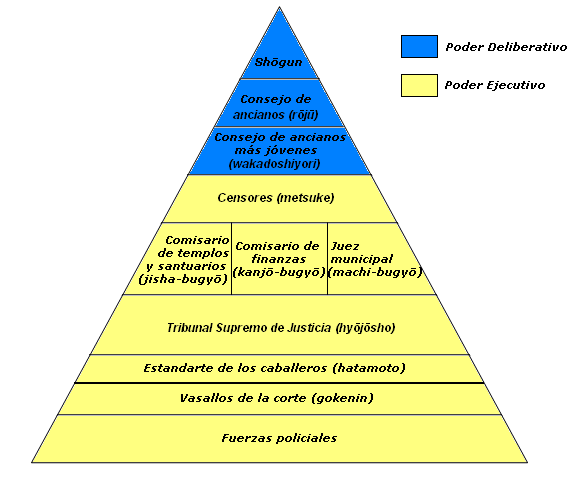
Estructura del shogunato Tokugawa.

Con la unificación del poder en Japón a principios del siglo XVII por Tokugawa Ieyasu, se estableció el shogunato o bakufu (幕府?) a manos de este clan. Sin embargo, este nuevo shogunato sería distinto a los anteriores, ya que se formalizó una alianza entre el clan dominante y los clanes vasallos, conocida como el sistema baku-han, el cual derivó en la unión del shogunato Tokugawa y de los feudos o han, que pertenecían a los daimyō.
Esta alianza administrativa se apoyó primordialmente en la duplicación de poderes; los daimyō contrarios al clan Tokugawa fueron desposeídos de sus privilegios y señoríos: o bien se los eliminó o bien se los reasignó entre los hatamoto (旗本?   lit. estandartes de los caballeros). También se sometieron a un control estricto las propiedades religiosas de los templos shinto y monasterios budistas.
Entre las funciones administrativas del shogunato Tokugawa estuvieron:
- arbitraje entre los intereses de los daimyō en Japón;
- control de la representación exterior del país;
- control del poder militar japonés; y
- dirección de la política interna del país mediante directrices más o menos comunes.

En cambio, las funciones del han eran autónomas y sujetas a la soberanía del daimyō que gobernaba ese territorio. Sin embargo, este poder soberano era controlado por una institución especial del shogunato: la residencia alterna o sankin kōtai (参勤交代?). El sankin kōtai consistía en una toma legal de rehenes, en la que el daimyō era obligado a mantener a su familia en la ciudad de Edo, capital del shogunato, y a tener una doble residencia —un año en la capital y el siguiente en su feudo—. Este sistema comportaba para el daimyō grandes gastos, limitaba su poder y le obligaba a mantenerse en contacto con el shogunato.

## LosshōgunTokugawa

### Tokugawa Ieyasu
Tokugawa Ieyasu (徳川 家康?) fue el fundador del clan y del shogunato que lleva su apellido. Gobernó como shōgun Tokugawa desde 1603 hasta 1605, cuando abdicó en favor de su hijo mayor Hidetada y tomó el título de Ōgosho o shōgun enclaustrado. Al momento de tomar posesión como shōgun ya tenía 60 años de edad y durante su corto mandato convirtió a la ciudad de Edo en la sede del shogunato y comenzó a reconstruir el Castillo Edo, ordenando a los daimyō ayudar en la reconstrucción y expansión de la ciudad.

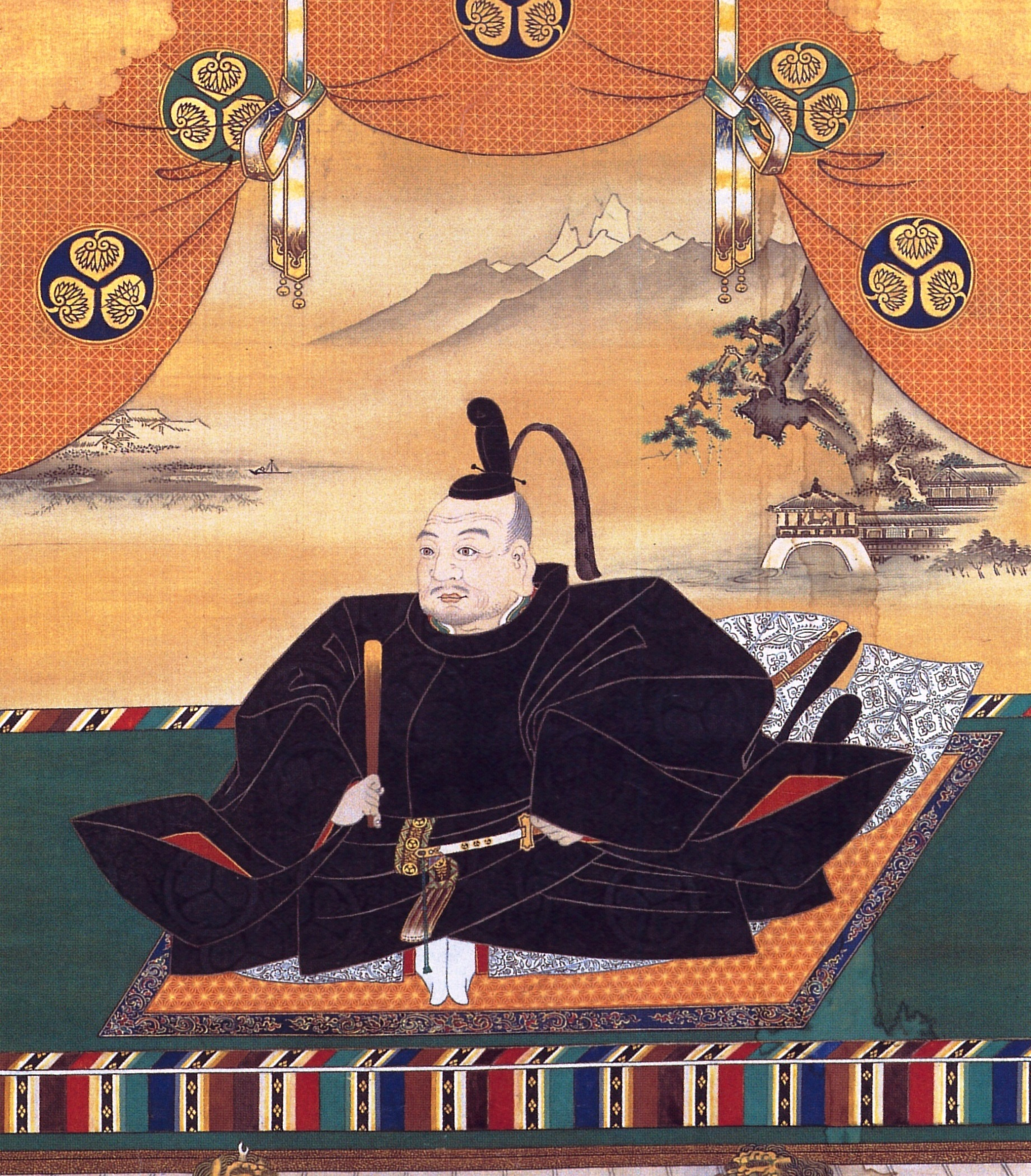
Tokugawa Ieyasu.

Como Ōgosho, nominalmente tenía el poder de gobernante en Japón; supervisó al comienzo las relaciones exteriores con España, Portugal y los Países Bajos, aunque desde 1609 prefirió mantener distancias con estos países, lo que no evitó que posteriormente (en 1611) a los Países Bajos les fuera aprobado un permiso para comercializar de manera limitada en la ciudad de Hirado. Desde 1605 hasta su muerte, recibió la asesoría del piloto inglés al servicio de los neerlandeses William Adams, artífice de las políticas shogunales contra España, Portugal y la Iglesia católica. En 1606 Ieyasu autorizó los primeros decretos anticristianos; en 1610 expulsó a todos los misioneros españoles y portugueses y finalmente en 1614 proclamó el Edicto de Expulsión de Cristianos, que prohibió toda actividad cristiana en el país, con el fin de asegurar una estabilidad política y religiosa y adicionalmente limitaba el comercio con los países extranjeros en las ciudades de Hirado y Nagasaki. A consecuencia de la promulgación de este decreto, muchos japoneses cristianos huyeron a las colonias en Filipinas.
En 1611 encabezó una delegación a Kioto para ser testigo de la coronación del emperador Go-Mizunō, y ordenó la remodelación de la Corte Imperial, y forzó a los daimyō del bloque occidental a firmar un juramento de lealtad a su persona. En 1613, promulgó el edicto Kuge Shohatto, que sometió a los daimyō a estricta supervisión y los relegó al estado de señores títeres ceremoniales. Entre 1614 y 1615 organizó el sitio de Osaka, en el que se enfrentó a la última resistencia del clan Toyotomi. El joven Toyotomi Hideyori, hijo de Hideyoshi, acaudillaba a los samuráis descontentos, que se habían reunido en el Castillo de Osaka. Pese a que inicialmente la resistencia tuvo éxito, después de un año Ieyasu, junto con su hijo Hidetada, lograron aplastar la rebelión y asesinar a todos los rebeldes, incluyendo a Hideyori, su madre y su hijo. Acabaron así con el clan Toyotomi y allanaron con ello su camino al poder absoluto en el Japón. En 1615 promulgó el Buke Shohatto donde establecería las bases del régimen; y el 1 de junio de 1616 falleció a la edad de 73 años, no sin antes promulgar el Gosanke, donde existirían tres ramas familiares, establecidas por si la principal se extinguía por falta de herederos, con el objetivo de perpetuar así el clan durante el shogunato.

### Tokugawa Hidetada
Tokugawa Hidetada (徳川 秀忠?) fue shōgun Tokugawa desde 1605 hasta su abdicación en 1623. Nació el 2 de mayo de 1579 con el nombre de Nagamaru y fue el tercer hijo de Ieyasu. En 1592 cambió su nombre a Hidetada y fue nombrado heredero del clan Tokugawa, debido a que su hermano mayor Nobuyasu había sido asesinado por Takeda Shingen y su segundo hermano había sido adoptado por Hideyoshi cuando era aún joven. Entre 1590 y 1593 fue hecho rehén de Hideyoshi y después de la muerte de este se adiestró en el ejército de Ieyasu; en 1600 no tuvo una participación directa en la batalla de Sekigahara, debido a que por entonces estaba en la provincia de Shinano conteniendo al clan Uesugi, rival a los Tokugawa, y esto le impidió participar en la lid. Esta ausencia agrió la relación entre Hidetada y su padre.

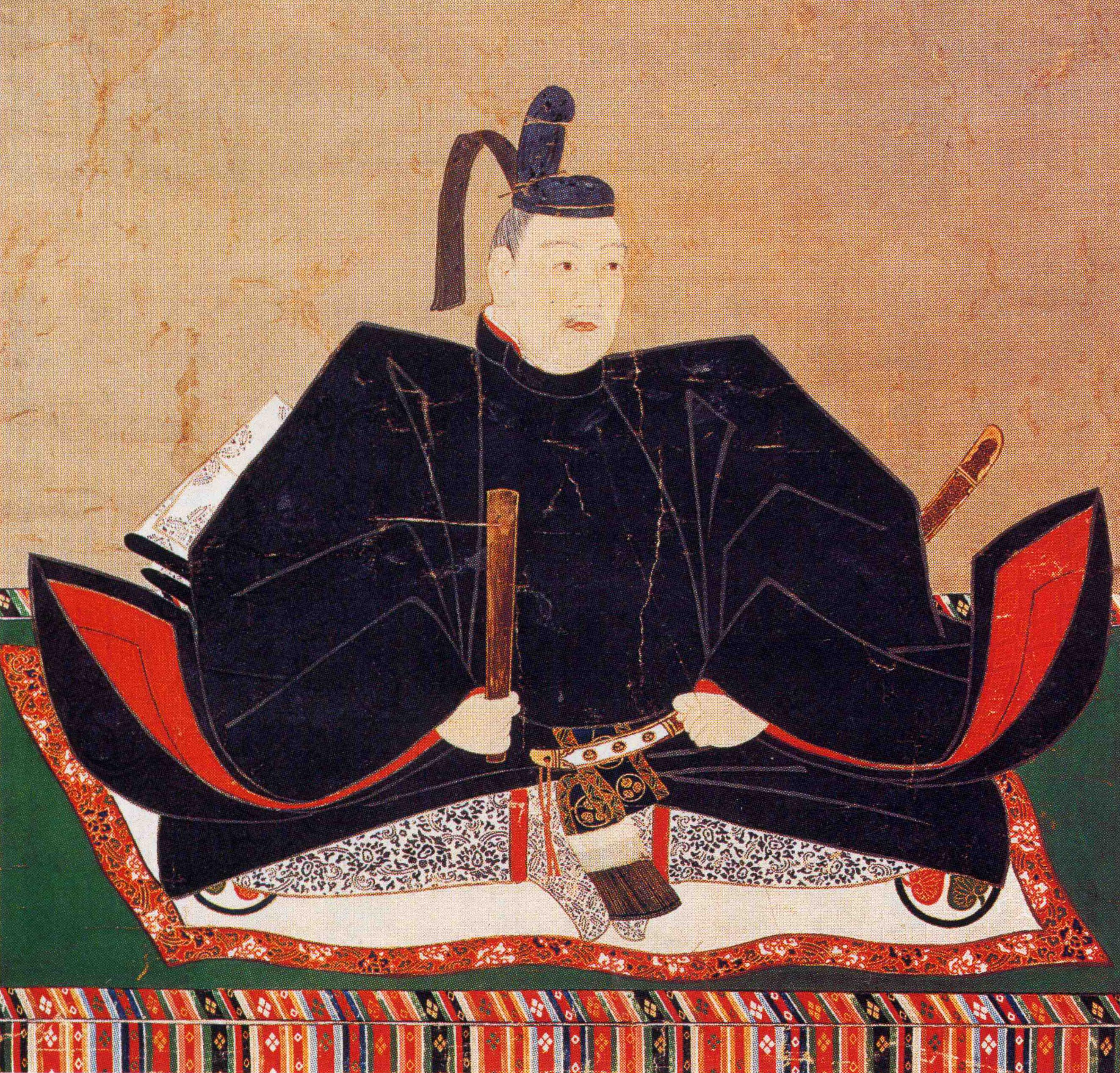
Tokugawa Hidetada.

Cuando Ieyasu fue hecho shōgun en 1603, Hidetada inmediatamente se volvió su heredero y en 1605 asumió a su vez el título de shōgun, aunque el poder realmente lo conservó su padre. En 1612 hizo que su hija Senhime se casara con Toyotomi Hideyori, lo que suscitó tensiones con Ieyasu. Durante el sitio de Osaka, donde casualmente Hideyori encabezaba la resistencia, causó otro disgusto a Ieyasu, ya que este quería resolver el conflicto con paciencia, mientras que Hidetada prefería hacerlo mediante la violencia; al final Hidetada impuso su criterio y logró vencer. Aunque el hijo de Hideyori era miembro del clan Tokugawa, no fue perdonado, pero sí Senhime, que era la nieta favorita de Ieyasu. Esta situación originó desavenencias entre Ieyasu y Hidetada, que perduraron hasta el fallecimiento de Ieyasu en 1616.
Después de la muerte de Ieyasu, Hidetada tomó control del shogunato y aumentó su poder, logrando relacionar familiarmente el shogunato con la Corte Imperial. Así su hija Kazuko se casó con el emperador Go-Mizunō y de esa relación nació la emperatriz Meishō, 109.ª emperatriz de Japón. También durante su mandato promovió el desarrollo de la ciudad de Edo.
En 1623 abdicó en favor de su hijo mayor Iemitsu, y se convirtió en Ōgosho; aunque estuvo al tanto en promover medidas anticristianas, más severas que las realizadas por Ieyasu. Prohibió los libros cristianos que llegaban al país y en 1628 ordenó la ejecución de 55 cristianos (japoneses y extranjeros) en Nagasaki. Murió el 14 de marzo de 1632 a la edad de 52 años.

### Tokugawa Iemitsu
Tokugawa Iemitsu (徳川 家光?) fue shōgun Tokugawa desde 1623 hasta 1651. Nació el 12 de agosto de 1604 y era el primogénito de Hidetada y nieto de Ieyasu. En 1617 fue proclamado heredero del shogunato Tokugawa, aunque su hermano Tokugawa Tadanaga se lo disputó hasta su muerte en 1633. En 1623 asumió el cargo de shōgun, aunque su padre colaboró con él en el ejercicio del poder; en 1626 visitó Kioto para conocer a la Corte Imperial, ya que su hermana era emperatriz consorte. Regaló oro y dinero a la Corte; esto deterioró las relaciones entre Iemitsu y el emperador Go-Mizunō, que abdicó a favor de su hija y sobrina de Iemitsu.

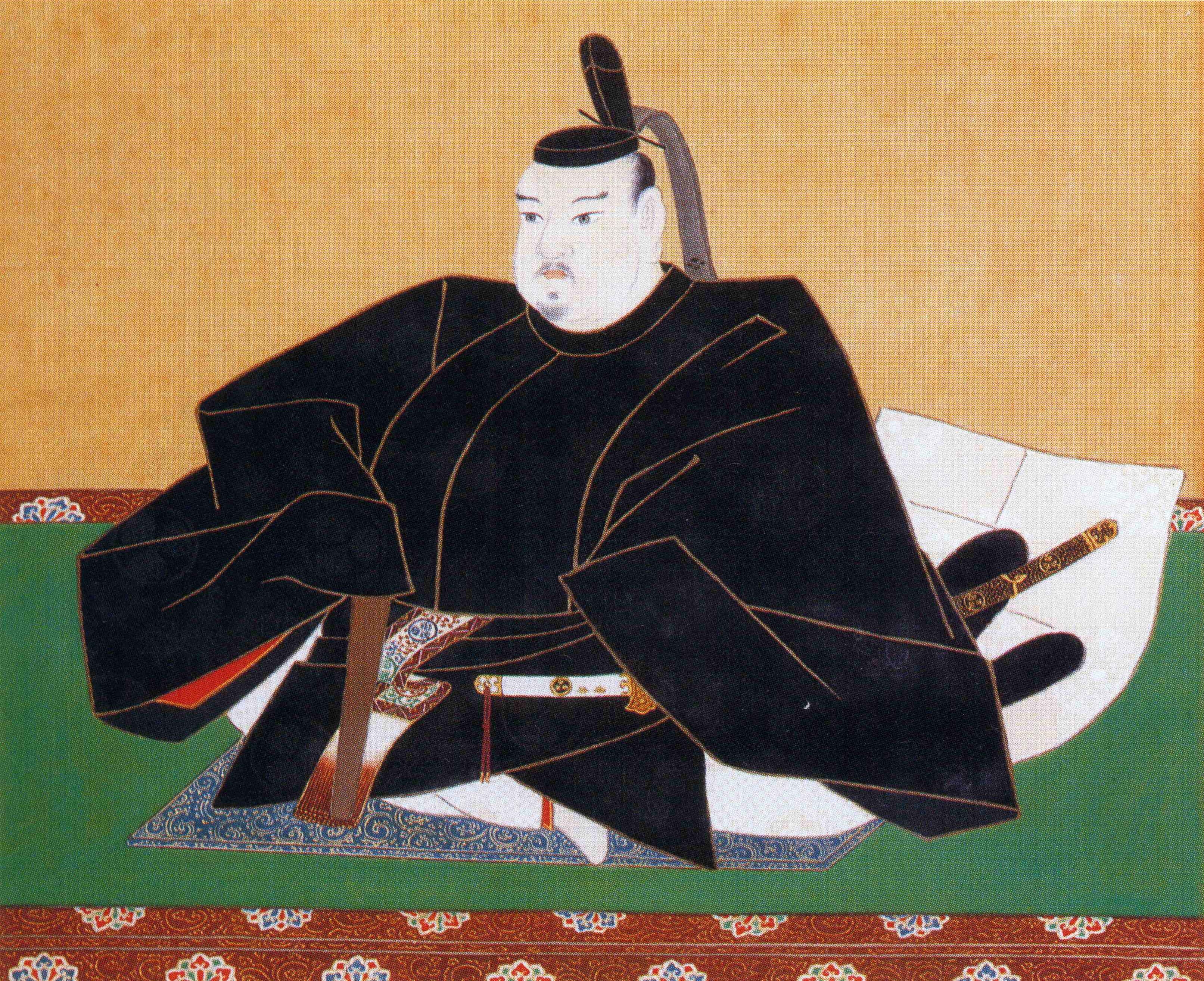
Tokugawa Iemitsu.

Con la muerte de Hidetada en 1632, Iemitsu logró despedir a los consejeros de su padre y eliminar a los daimyō que eran aliados a su padre. A cambio, los nuevos consejeros de Iemitsu eran amigos de infancia y logró crear las bases institucionales del shogunato, esto provocó disgusto entre los daimyō. En 1633 hizo una de las reformas más radicales en el shogunato: proclamó  oficialmente el aislamiento de Japón del resto del mundo prohibiendo el viaje interoceánico, limitando la entrada de naves extranjeras en el puerto de Nagasaki e imponiendo a las naves japonesas la obtención de una certificación; prohibió además el cristianismo, ordenó el censo de toda la población japonesa en un santuario o templo y abordó la persecución de los japoneses cristianos. En 1635 estableció la sankin kōtai o residencia alterna, por la que los daimyō debían residir obligatoriamente en Edo durante la mitad del año y cuando no estaban en Edo, la esposa y la familia del daimyō quedaban como rehenes en el Castillo Edo; esta situación obligaba a que el daimyō gastara grandes sumas de dinero para la manutención y traslado y trataba de mantener la lealtad de estos al shogunato. También en 1635 se revocaron las licencias a las naves japonesas, y se les prohibió su salida del país bajo pena de ejecución.
En 1637 sofocó violentamente la Rebelión de Shimabara, cerca de Nagasaki, desatada por japoneses cristianos; alrededor de cuarenta mil personas fueron ejecutadas, incluyendo mujeres y niños. En 1639 prohibió la entrada al país de naves portuguesas, iniciando formalmente el período de sakoku. En 1641 confinó a los neerlandeses en la isla de Dejima; como el interés de los neerlandeses no era promover el cristianismo, se les permitió sin embargo comerciar con el shogunato. En 1643 sus relaciones con la Corte Imperial se deterioraron con la llegada al trono del emperador Go-Kōmyō, quien era detractor del shogunato. Murió el 8 de junio de 1651.

### Tokugawa Ietsuna
Tokugawa Ietsuna (徳川 家綱?) fue shōgun Tokugawa desde 1651 hasta 1680. Nació el 7 de septiembre de 1641 y fue el hijo mayor de Iemitsu; fue un gobernante muy frágil y enfermizo. Tuvo que asumir el papel de shōgun al cumplir los diez años, aunque estuvo sometido a cinco regentes asignados por su padre, que gobernaron en su nombre. Durante sus primeros años, hubo de lidiar con la aparición de los rōnin o «samurái sin amo», que protagonizaron el levantamiento Keian de 1651 en el que pretendieron incendiar y apoderarse de la ciudad de Edo. En 1652 unos ochocientos de ellos se alzaron en la isla de Sado. Las dos revueltas fueron reprimidas con dureza. Posteriormente, en 1657, ocurrió el gran incendio en Edo; los destrozos fueron tan grandes que se tardaron dos años en reconstruir la ciudad, actividad en la que participó el shogunato y que concluyó en la refundación de la ciudad a manos de Ietsuna.
Entre 1663 y 1671, este aún no ejercía un poder absoluto, pese al fin de la regencia; su poder se distribuía entre consejeros del shogunato que actuaban por él. Desde 1671 pudo gobernar por su cuenta; su asunción total del poder solo suscitó pequeños disturbios. En 1679 comenzó a enfermar y por ello comenzó la elección de su sucesor. A pesar de que hubo opiniones en favor de nombrar shōgun a un hijo del emperador Go-Sai, finalmente se decidió en 1680 que asumiese el puesto su hermano menor Tsunayoshi; Ietsuna falleció el 4 de junio del mismo año.

### Tokugawa Tsunayoshi
Tokugawa Tsunayoshi (徳川 綱吉?) fue shōgun Tokugawa desde 1680 hasta 1709. Nació el 23 de febrero de 1646 y era el hermano menor de Tokugawa Ietsuna. Tuvo un cierto grado de retraso mental, que era común en los familiares del clan. Durante sus primeros años estuvo muy influenciado por su madre, una hija adoptada del clan Honjo. Durante el período de su hermano Ietsuna como shōgun, Tsunayoshi era el daimyō de Tatebayashi; pero cuando Ietsuna murió en 1680, pudo salir librado de una disputa de la sucesión y se convirtió en shōgun.

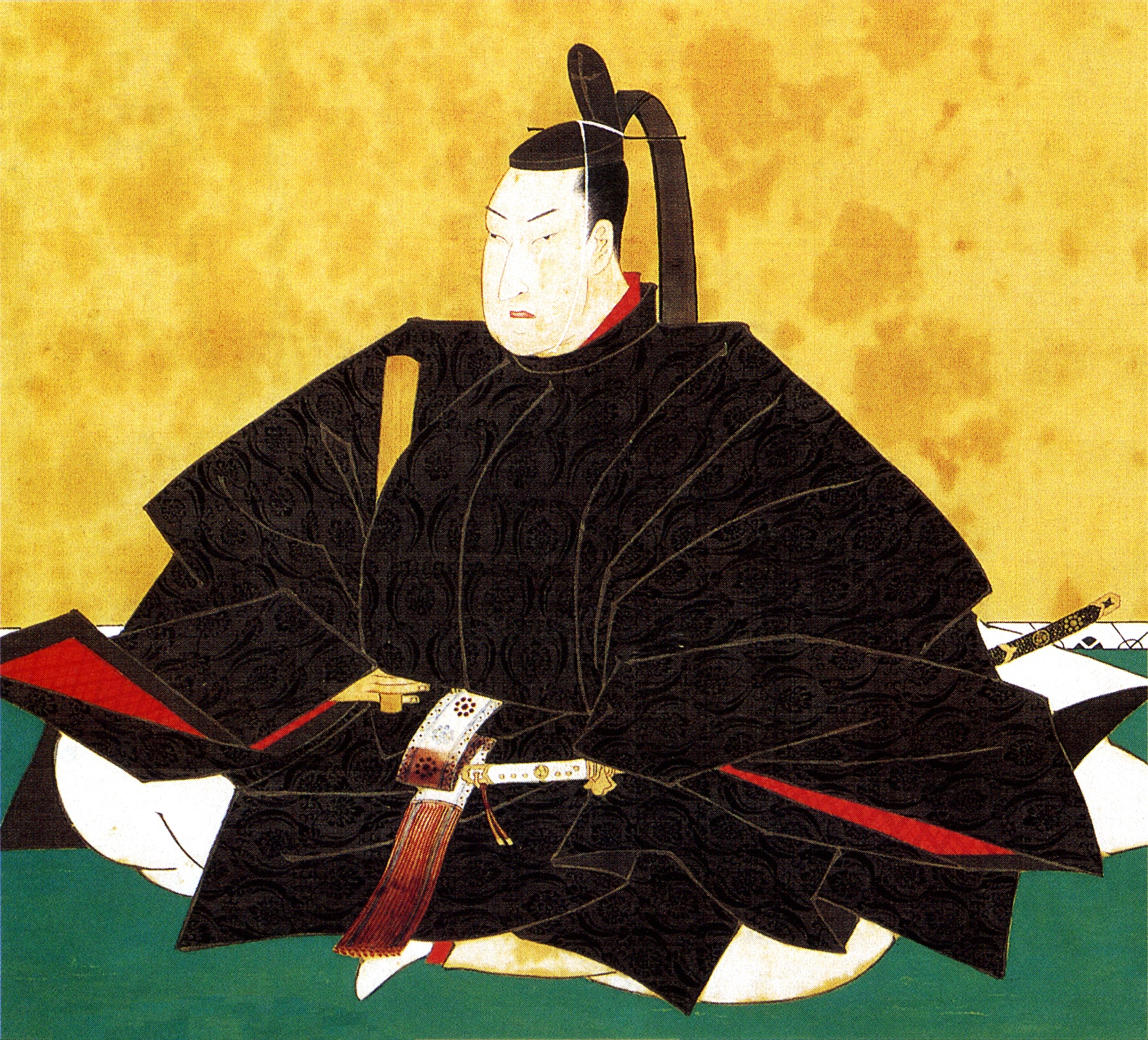
Tokugawa Tsunayoshi.

Inmediatamente comenzó con una lucha contra la corrupción del shogunato, confiscando alrededor de 1.4 millones de koku, y ordenando el seppuku a los vasallos acusados por corrupción. En 1682 ordenó a sus censores y a las fuerzas policiales que las personas pudieran vivir de una manera digna, prohibiendo la prostitución, la no contratación de camareras en las casas de té, y el cierre de varias fábricas. Es muy probable que el contrabando se iniciara en Japón poco después de entrar en vigor estas leyes. También en 1684 hizo reducir el poder del tairō, un oficial de alto rango en el shogunato.
Sostuvo un tímido acercamiento con Occidente, con la audiencia del embajador holandés Engelbert Kaempfer en 1692, que estaba recabando informaciones generales acerca del país que posteriormente publicó en un libro en 1727. Este fue traducido a varios idiomas, al ser la única referencia del aislado país en Europa. Tsunayoshi fue un promotor y difusor del neoconfucianismo y era aficionado al arte y al teatro nō; esto hizo que durante la era Genroku se diera una difusión mayor del teatro kabuki, el ukiyo-e y bunraku.
También tuvo una obsesión con el cuidado de los perros, ya que su año de nacimiento coincidía con el año del perro; promulgó edictos que protegían a los perros vagabundos y desaseados sobre las ciudades. En 1695 la cantidad de perros era tan grande que el olor en Edo era insoportable; esto hizo que las personas comenzaran a matarlos, sin embargo todos los que maltrataban a un perro eran ejecutados al desobedecer los edictos. Finalmente, se decidió trasladar 50.000 perros a una gran perrera localizada en los suburbios y que serían alimentados con arroz y pescado a costa de elevados impuestos sobre los ciudadanos. Por estas acciones Tsunayoshi fue apodado como Inu Kubō o Shōgun Perro.
En 1701 tuvo que intervenir en el incidente de los 47 rōnin, donde el daimyō Asano Naganori planeó asesinar al samurái Kira Yoshinaka dentro del Castillo Edo; Asano al ser obligado a realizar seppuku (suicidio ritual), los 47 sirvientes de este vengaron su muerte; este hecho ha tenido un impacto dentro de la cultura japonesa.
Al final de su gobierno Tsunayoshi tuvo que enfrentar la destrucción de Edo por un tifón en 1706 y la erupción del Monte Fuji en 1707. Poco después el 17 de febrero de 1709 fallece, tras nombrar a su sobrino Tokugawa Ienobu como shōgun.

### Tokugawa Ienobu
Tokugawa Ienobu (徳川 家宣?) fue shōgun Tokugawa desde 1709 hasta 1712. Nació el 11 de junio de 1662 y fue el hijo mayor de Tokugawa Tsunashige, daimyō de Kōfu y sobrino de Ietsuna y Tsunayoshi, por ende era tataranieto de Ieyasu. Originalmente fue daimyō en 1680 después de la muerte de su padre, y fue educado por el rōnin neoconfucionista Arai Hakuseki, quien fue su tutor personal y consejero durante el resto de su vida. Fue escogido shōgun en 1709 debido a que su tío Tsunayoshi no dejó heredero y Ienobu era el único que tenía una descendencia directa con Ieyasu.

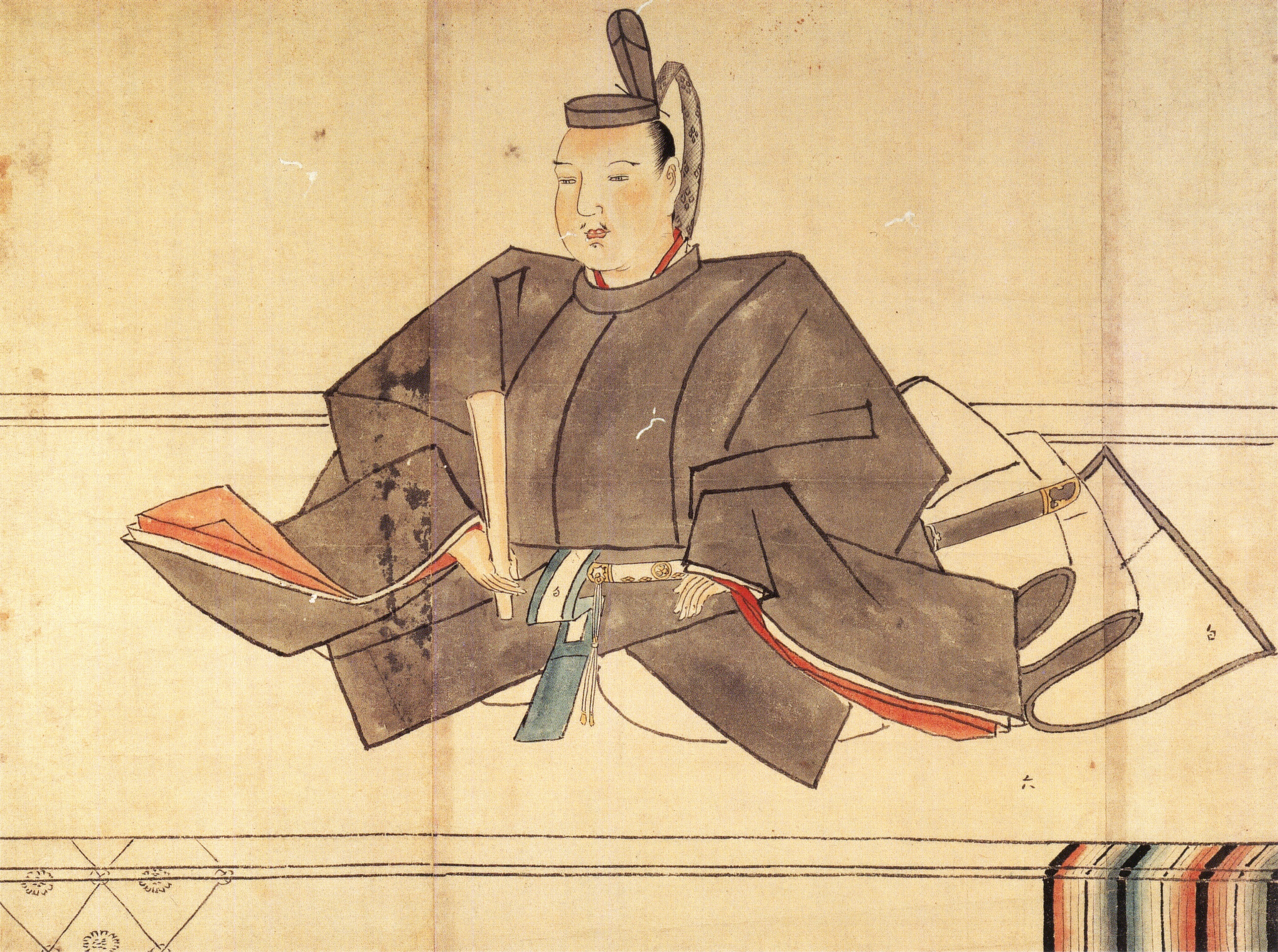
Tokugawa Ienobu.

Reformó algunos elementos de la sociedad japonesa, completó la transformación del shogunato de una institución militar a una civil. Abolió los edictos y las leyes represivas de Tsunayoshi, flexibilizando la censura y eliminando las persecuciones y castigos crueles, reformando así el sistema judicial. Estabilizó la economía con la creación de una moneda de oro. En 1711 intentó crear relaciones entre el emperador Nakamikado y su corte en Kioto, siendo uno de los primeros en crear una relación de poderes entre la nobleza y el shogunato. Murió el 12 de noviembre de 1712.

### Tokugawa Ietsugu
Tokugawa Ietsugu (徳川 家継?) fue shōgun Tokugawa desde 1713 hasta 1716. Hijo de Ienobu, nació el 8 de agosto de 1709. Se convirtió en shōgun a la edad de tres años, después de la muerte de su padre y estuvo bajo la protección y consejo de Arai Hakuseki, que controlaba las decisiones del shogunato. En 1714 introdujo una nueva unidad monetaria metálica, que sólo produjo una disminución en la producción del arroz. En 1716 emitió un documento en el que el shogunato nombraba a dos comisionados de comercio exterior —uno en Edo y uno en Nagasaki— y que ordenaba que solamente veinte naves chinas y dos neerlandesas pudiesen acceder al país cada año; mediante esta disposición Japón se mantenía totalmente aislado del mundo exterior. Murió el 19 de junio de 1716, a la edad de 6 años y no dejó heredero.

### Tokugawa Yoshimune
Tokugawa Yoshimune (徳川 吉宗?) fue shōgun desde 1716 hasta 1745. Nació el 27 de noviembre de 1684 con el nombre de Genroku, y fue hijo de Tokugawa Mitsusada, nieto de Tokugawa Yorinobu y bisnieto de Ieyasu. Su linaje proviene de la rama Kii, una de las tres del Gosanke del clan Tokugawa. En 1697 cambia su nombre a Shinnosuke y fue asignado como daimyō de Kii en 1705, donde cambia su nombre a Yorikata e intentó mantener el han a pesar de que poseía un gran déficit presupuestario. Con la muerte prematura sin herederos de Ietsugu en 1716, y los demás hijos de Ienobu eran muy jóvenes, el shogunato seleccionó entre las ramas del clan, donde Yorikata tenía un linaje más directo con Ieyasu, así fue elegido shōgun en ese año y cambia su nombre a Yoshimune.
Yoshimune fue uno de los shōgun más poderosos y capaces de los quince, rechazó los lujos de sus antecesores y vivía de una manera humilde y estuvo en contacto con los plebeyos, rompiendo con el protocolo del confinamiento en el castillo Edo. Estableció el Gosankyō (御三卿?), con el propósito de aumentar el linaje del Gosanke, agregando tres ramas adicionales al clan.
Realizó una reforma económica en contra de su consejero, el confucionista Arai Hakuseki, a través de las reformas Kyōhō desde 1716 hasta 1736 y donde se pudo flexibilizar en cierto grado el bloqueo de libros importados de Occidente, con la excusa de obtener solvencia económica. Escribió una compilación de precedentes legales y apoyó el estudio científico. En 1745 abdica a favor de su hijo Ieshige y toma el título de Ōgosho, el mismo que tomó Ieyasu cuando abdicó. Murió el 12 de julio de 1751.

### Tokugawa Ieshige

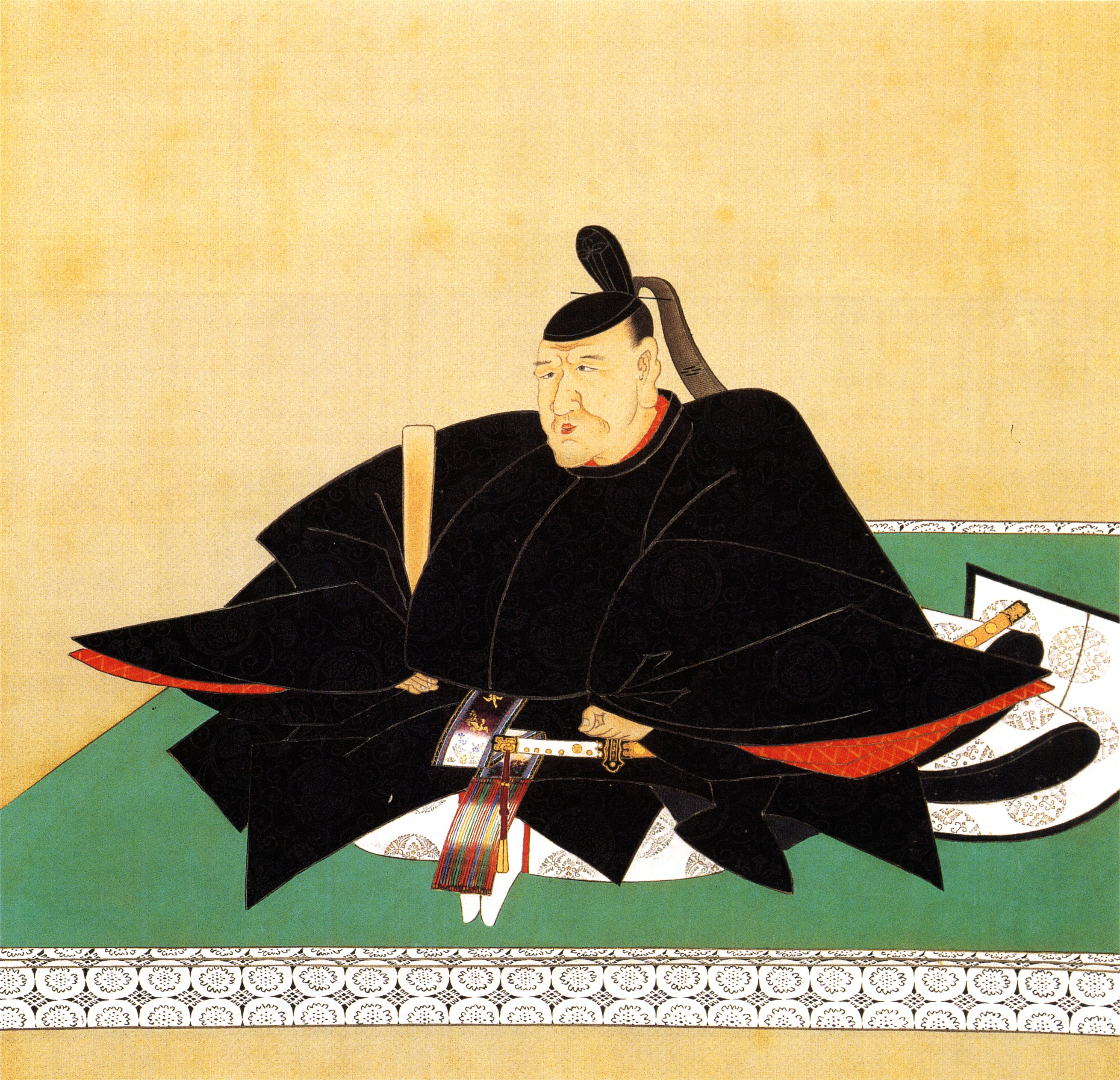
Tokugawa Ieshige.

Tokugawa Ieshige (徳川 家重?) fue shōgun Tokugawa desde 1745 hasta 1760. Nacido el 28 de enero de 1712, fue el primer hijo de Yoshimune. Nació crónicamente enfermo y tenía un defecto en su forma de hablar. Tuvo poco interés en gobernar, y tenía talento para el ajedrez, sobre el que escribió un libro. Abdicó en 1760 a favor de su hijo Ieharu y se convirtió en Ōgosho hasta su muerte el 13 de julio de 1761.

### Tokugawa Ieharu
Tokugawa Ieharu (徳川 家治?) fue shōgun Tokugawa desde 1760 hasta 1786. Nacido el 20 de junio de 1737, fue el hijo mayor de Ieshige y nieto de Yoshimune. Incapaz de imponer autoridad, fue ridiculizado por sus detractores y muchos creían que estaba llevando al país a la ruina. Durante su mandato ocurrió la Hambruna de Tenme (1782-1787), en la cual murieron entre doscientas y novecientas mil personas y en la que hubo casos de saqueo y canibalismo, prácticas que el shogunato fue incapaz de controlar. Murió el 17 de septiembre de 1786.

### Tokugawa Ienari

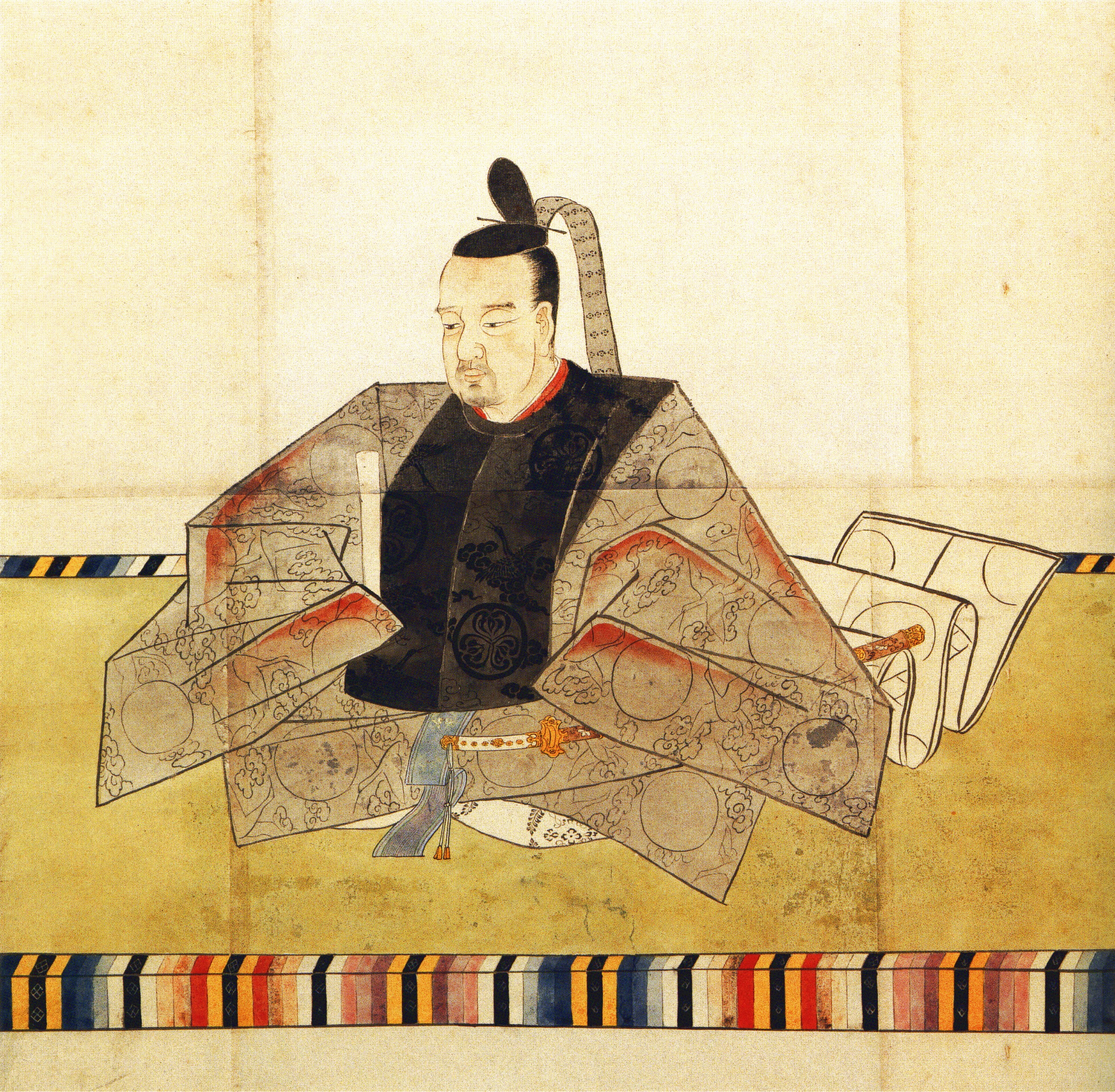
Tokugawa Ienari.

Tokugawa Ienari (徳川 家斉?) fue shōgun Tokugawa desde 1786 hasta 1837. Nació el 18 de noviembre de 1773 y se convirtió en shōgun a la edad de 13 años. Su período fue el más largo entre los shōgun Tokugawa, con cincuenta años de mandato, durante el cual hubo estabilidad política y buenas cosechas. Tuvo cincuenta y cinco hijos con cuarenta consortes y creó una red de linajes de parentesco con el clan a través del matrimonio, adopciones, regalos y favores. En 1825 emitió una orden para repeler las naves extranjeras que estaban tratando de entrar a Japón, sobre todo los barcos balleneros que navegaban en aguas japonesas. En 1837 abdicó a favor de Ieyoshi y murió el 22 de marzo de 1841.

### Tokugawa Ieyoshi

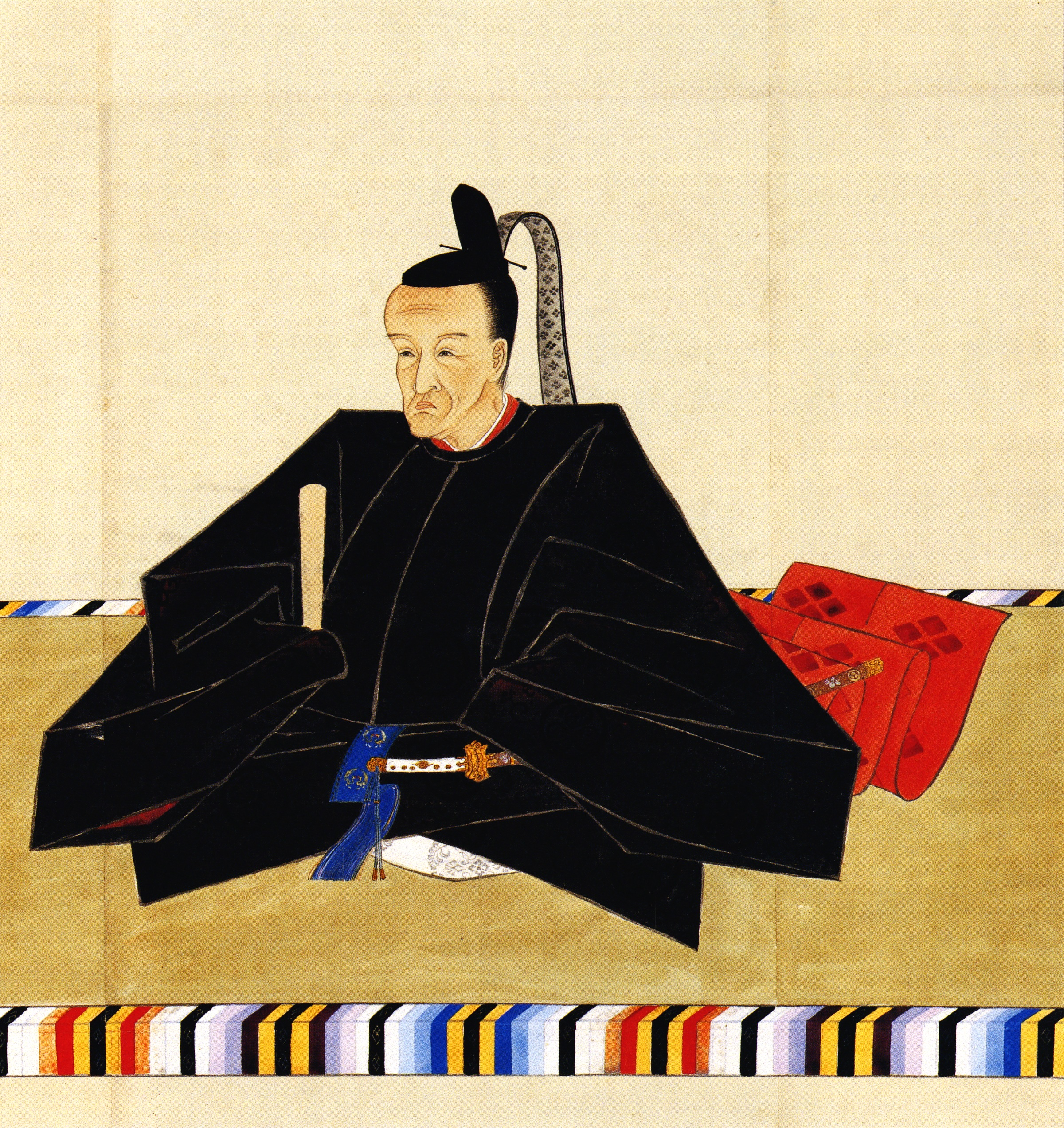
Tokugawa Ieyoshi.

Tokugawa Ieyoshi (徳川 家慶?) fue shōgun Tokugawa desde 1837 a 1853. Nació el 22 de junio de 1793 y fue el segundo hijo de Ienari. Fue conocido por asignar al rōjū Mizuno Tadakuni las reformas Tenpō (天保の改革 Tenpō no kaikaku?), que consistieron en una serie de cambios económicos, militares y políticos. Fue el shōgun que recibió la llegada de las naves de Matthew Perry a Edo en 1853 y poco después cayó enfermo. Murió el 27 de julio del mismo año.

### Tokugawa Iesada

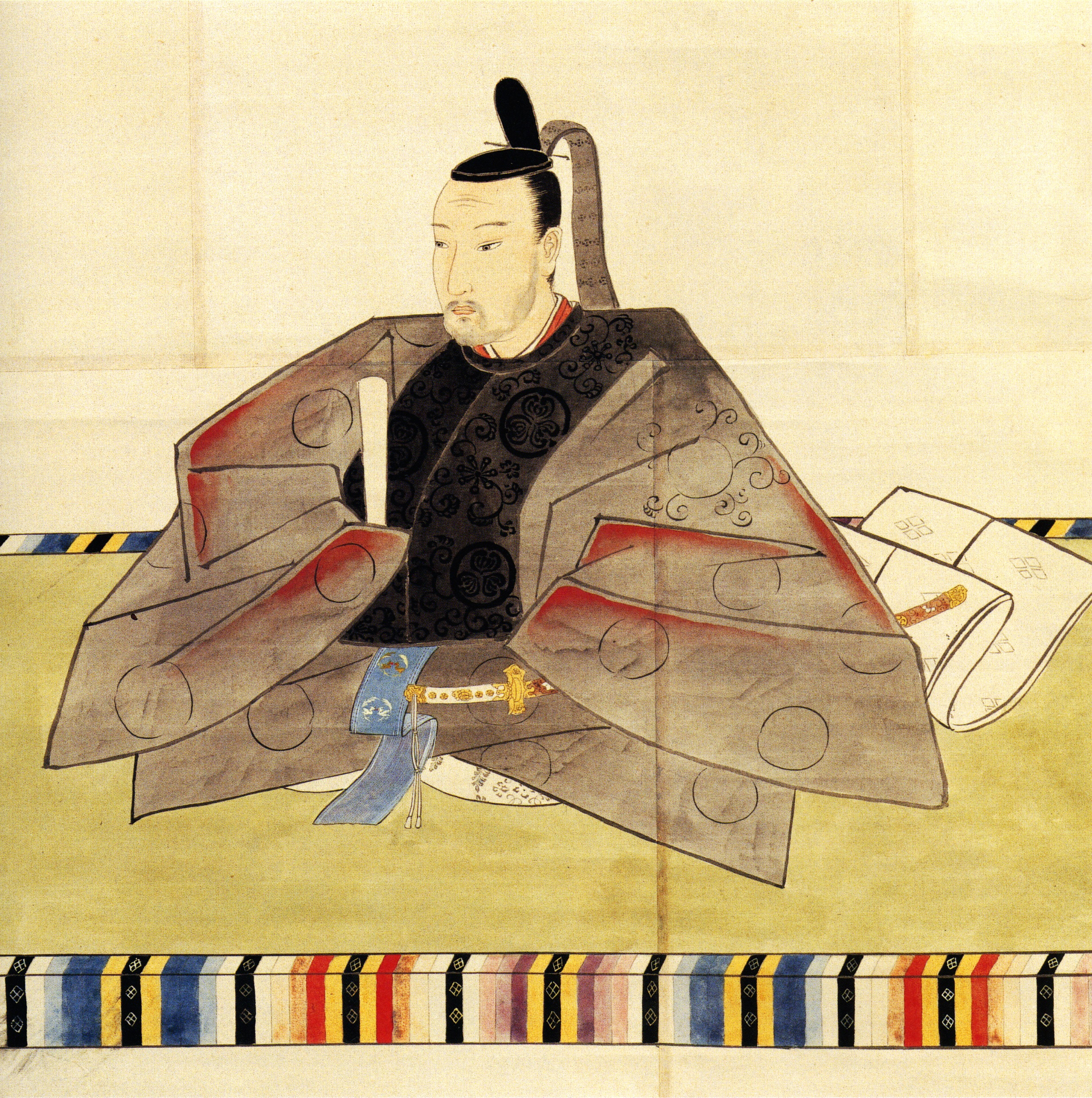
Tokugawa Iesada.

Tokugawa Iesada (徳川 家定?) fue shōgun Tokugawa desde 1853 a 1858. Nació el 6 de mayo de 1824; fue hijo de Ieyoshi y asumió el shogunato a los 29 años de edad. No obstante, estuvo incapacitado mentalmente para gobernar y no dejó heredero. Durante su mandato tuvo que negociar la apertura de Japón con naves estadounidenses, europeas y rusas, lo que conllevó el fin del sakoku en 1854 con el Tratado de Kanagawa. Murió el 14 de agosto de 1858.

### Tokugawa Iemochi

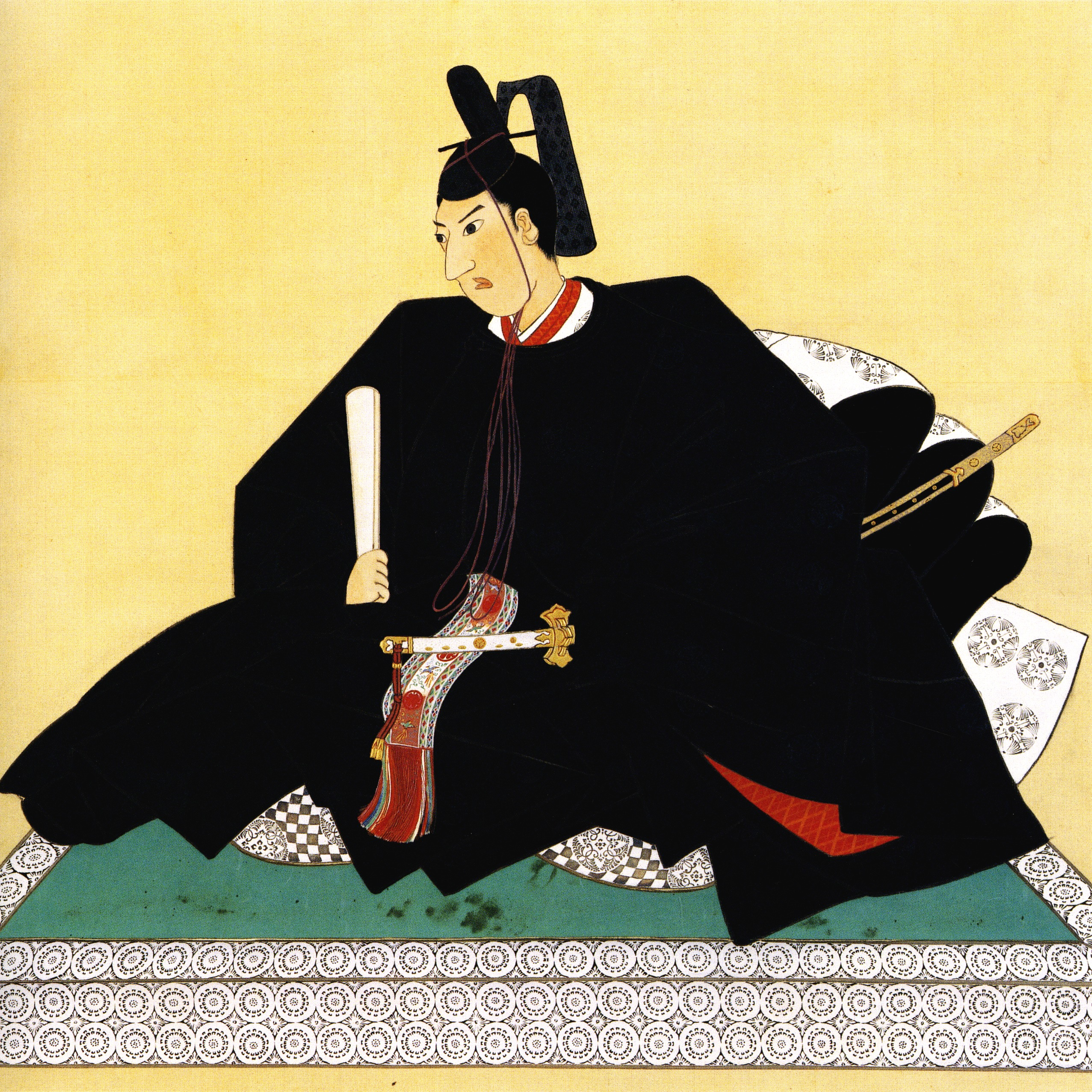
Tokugawa Iemochi.

Tokugawa Iemochi (徳川 家茂?) fue shōgun Tokugawa desde 1858 a 1866. Hijo mayor de Tokugawa Nariyuki y nieto de Ienari, nació con el nombre de Kikuchiyo el 17 de julio de 1846. En 1847 fue asignado como heredero del daimyō Tokugawa Narikatsu, y cambió su nombre a Yoshitomi en 1851. Sin embargo en 1858 fue asignado heredero del shogunato Tokugawa, debido a que Iesada murió sin dejar heredero. Cuando asumió el poder del shogunato cambió su nombre a Iemochi. Durante su período tuvo que soportar desórdenes y agitaciones, que desencadenó el comienzo del bakumatsu. Fue parte del movimiento Kobu-Gattai, que propugnaba la estabilidad del shogunato creando un linaje combinado entre el clan Tokugawa y la nobleza imperial. Abolió el sistema sankin kōtai y fue el primer shōgun en ir a Kioto desde 1634, y se casó con la Princesa Imperial Kazu no Miya Chikako. No obstante, murió prematuramente el 29 de agosto de 1866 a la edad de 20 años sin dejar heredero.

### Tokugawa Yoshinobu
Tokugawa Yoshinobu (徳川 慶喜?) también conocido como Keiki fue el último shōgun Tokugawa, desde 1866 hasta 1867. Hijo de Tokugawa Nariaki, daimyō de Mito, nació el 28 de octubre de 1837 con el nombre de Shichiroma y pertenecía a la rama inferior de las familias elegibles en el shogunato. Fue educado estrictamente en artes, milicia y política, demostrando grandes habilidades, por lo que a petición de su padre fue posteriormente adoptado en el clan Hitotsubashi para tener una mejor oportunidad en la sucesión del shogunato. Con el nombre de Keiki se convirtió en daimyō de Hitotsubashi, y en 1858 fue nombrado shōgun Tokugawa después de la muerte de Iesada merced a sus destrezas. Sin embargo, sus detractores lo superaron e Iemochi fue nombrado nuevo shōgun, no sin antes poner a Keiki bajo arresto domiciliario junto a su familia y seguidores. Posteriormente fue aceptado en 1862 como miembro del rōjū, y pudo aplacar algunas rebeliones antishogunales.

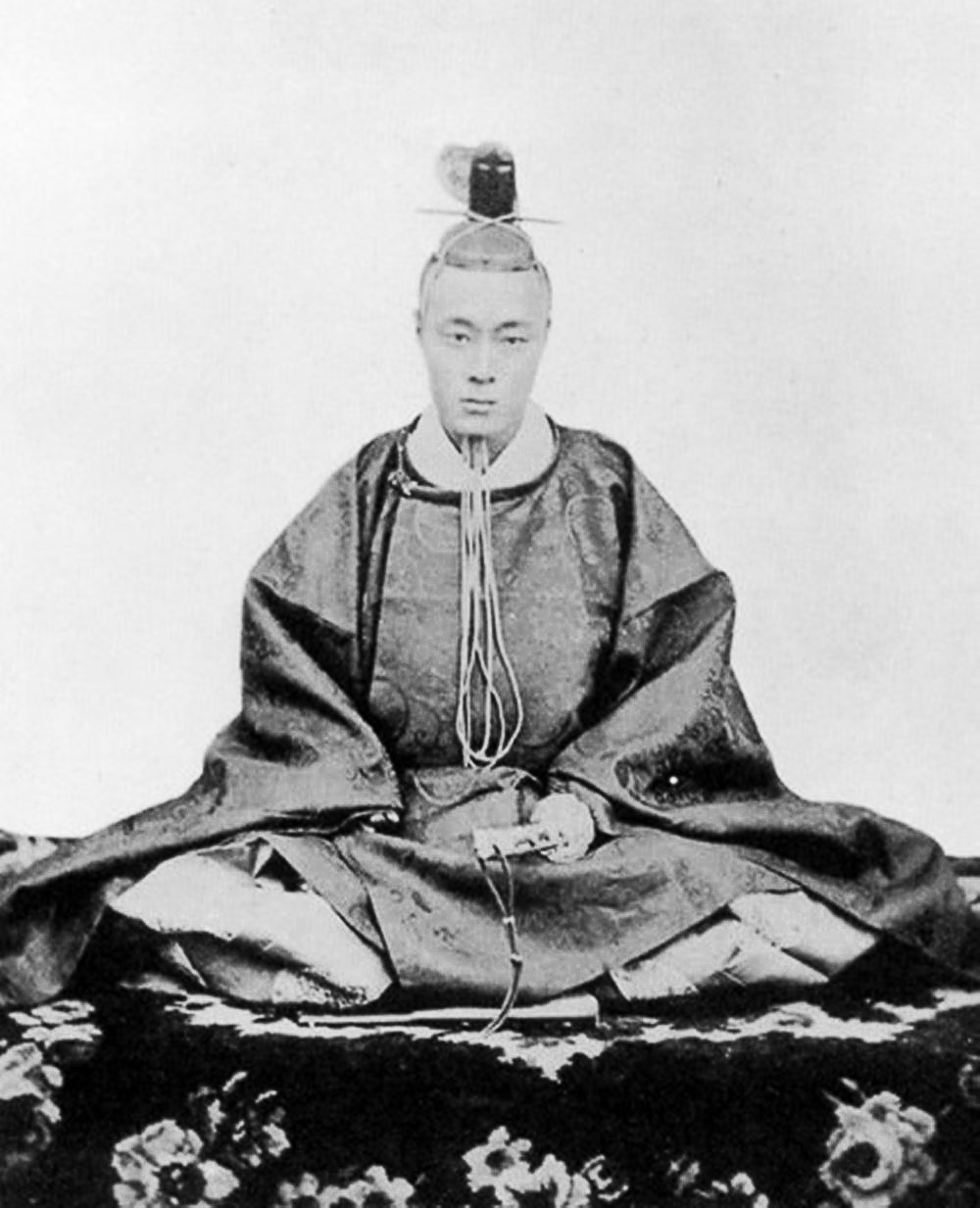
Tokugawa Yoshinobu.

En 1866 sucedió a Iemochi, quien no dejó herederos y ejerció escaso control del país por las constantes rebeliones. Entonces cambió su nombre a Yoshinobu y recibió el apoyo de todos los Tokugawa y sus aliados. Hizo una revisión general del shogunato y emprendió reformas para fortalecer el gobierno; además, buscó asistencia militar francesa para mejorar el ejército. Sin embargo, esto puso en alerta a los daimyō de Satsuma, Chōshu y Tosa, que se coligaron contra el shogunato bajo el lema de sonnō jōi para restituir el poder imperial, y proclamaron la guerra Boshin. Sin embargo el apoyo de los daimyō al shogunato se fue debilitando, lo que desembocó en su derrota en la guerra civil. Yoshinobu tuvo que ceder su poder al emperador Meiji en 1867, con la condición de que el país volviera a unificarse y terminase la guerra civil.
Posteriormente en 1868 le fue impuesto otro arresto domiciliario y se le despojó de sus títulos, tierras y poder; aunque posteriormente fue liberado. Se retiró a Shizuoka, el mismo lugar donde Ieyasu se retiró después de ser shōgun, mientras se desarrollaba la Restauración Meiji. En 1902 el emperador le restableció su título nobiliario con su propia rama y el título de príncipe (kōshaku) por su leal servicio a Japón. Murió el 22 de noviembre de 1913 dejando una línea de príncipes, el Tokugawa Yoshinobu-ke (徳川慶喜家?), que todavía existe actualmente.

## Dominio del shogunato

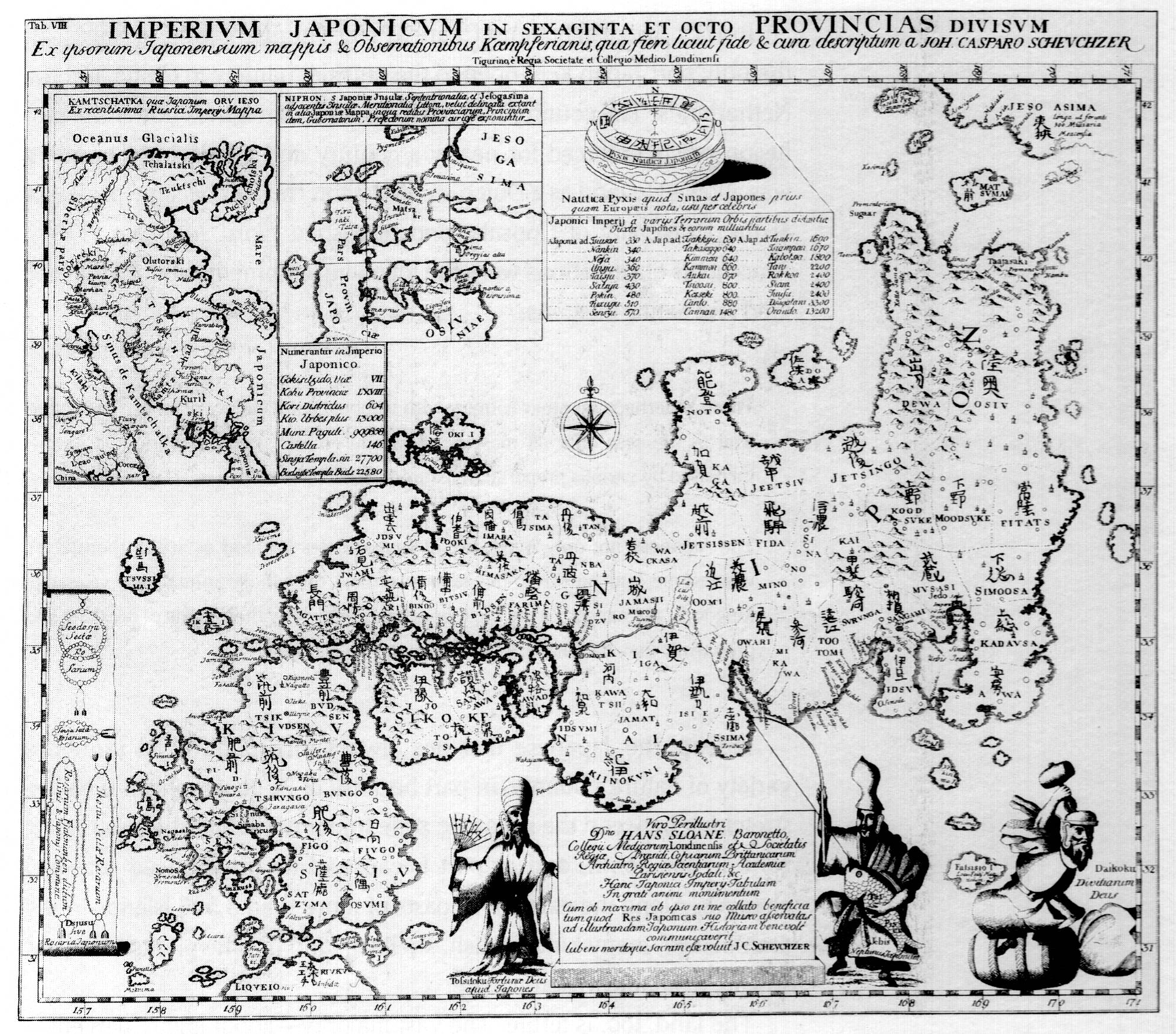
El Imperio de Japón con sus provincias, hecho por Englebert Keampfer en 1727.

El poder del shogunato se extendía al principio a las islas de Honshu, Kyushu, Shikoku y a las adyacentes a estas. A pesar de que el shogunato no tenía intenciones de expandir sus territorios más allá de sus fronteras, en especial invadir Corea o la China de la dinastía Qing como lo hicieron los dirigentes antecesores al shogunato, obtuvo algunos territorios adicionales que precedieron a las invasiones posteriores que acometió Japón entre la Era Meiji y la Segunda Guerra Mundial.
- Hokkaidō o Ezo: el sur de esta isla era dominado por el clan Matsumae, un clan leal al shogunato, mientras que el resto de esta fue convertida en una marca, donde habitaban los ainú y estos convivieron pacíficamente con el han. Esta situación duraría hasta la llegada de la Restauración Meiji, donde esta marca fue eliminada y anexada a Japón.
- Islas Ryūkyū: Estas islas constituían el reino de Ryūkyū, tributario de la China Ming y establecido en 1429. En 1609, el shogunato autorizó al clan Shimazu o Satsuma de la isla Kyushu para conquistar el reino, y fue anexado sin mayores inconvenientes. A pesar de que las islas tuvieron cierto grado de autonomía dentro del shogunato y se mantuvo la monarquía del reino, el control verdadero del poder estaba en manos del clan Shimazu, que usó al reino para mantener pequeñas relaciones comerciales con China durante el período de aislamiento. La monarquía ryukyuense fue abolida durante la Restauración Meiji.
- Islas Kuriles: estas islas fueron disputadas por Rusia y el clan Matsumae desde la segunda mitad del siglo XVIII cuando ambas naciones establecieron algunas guarniciones temporales, este conflicto se solucionaría temporalmente en 1855 con el Tratado de Shimoda en el cual Japón tendría control de las islas meridionales de Kunashiri (actual Kunashir), Etorofu (Iturup), Shikotan y Habomai.
- Isla de Sajalín o Karafuto: A pesar de que la isla era reclamada por la China Qing, los rusos y japoneses intentaron colonizarla. El clan Matsumae estableció la guarnición de Ōtomari en 1679, aunque no se extendió por el resto de la isla. En 1845 reclamó el resto de la isla de manera unilateral, lo que desencadenó disputas con Rusia y China. Al final Rusia y Japón tomaron posesión de ella en el Tratado de Shimoda de 1855; el shogunato obtuvo la parte sur de la isla, aunque con la condición de desmantelar la guarnición de Ōtomari. Japón conservó este territorio hasta 1875 y lo recuperó de nuevo en 1905.
- Otros: Durante el período comercial Nanban del shogunato Tokugawa (1603-1636), Japón gozó de poderío comercial en el sudeste de Asia, gracias a las naves shuinsen.[16][17] Existían colonias japonesas en Dilao, Filipinas y en Ayutthaya, Siam que eran puertos importantes en las rutas de los barcos nipones. Los shuinsen también mercadearon con Macao (actividad prohibida por Ieyasu en 1609), Indonesia, Cochinchina, Camboya, Annam, Taiwán y la India. Sin embargo, con la imposición del sakoku, se prohibió el comercio exterior y los shuinsen fueron desmantelados. Las colonias japonesas fueron abandonadas, se dejó a sus colonos a su suerte y no se les permitió regresar a Japón.

## Economía

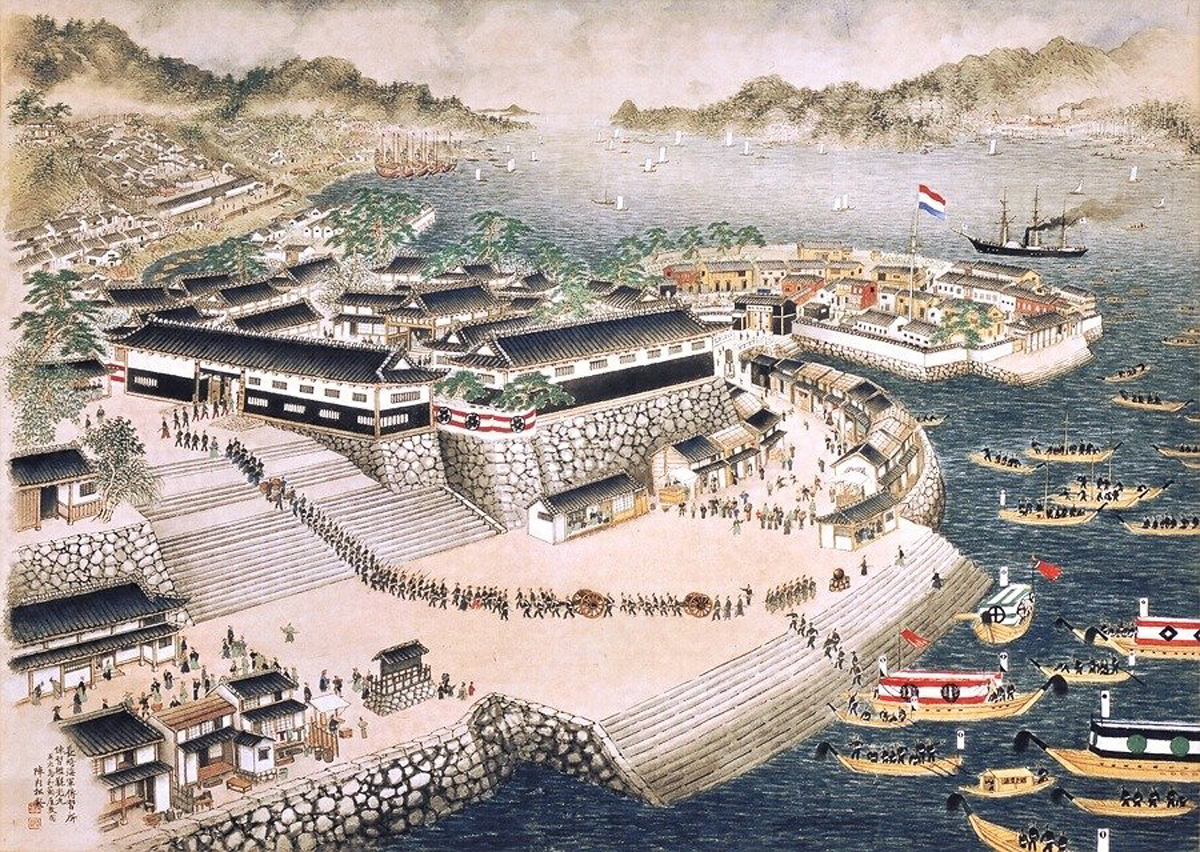
El Centro Comercial de Nagasaki y la isla de Dejima (al fondo con la bandera neerlandesa) eran los únicos puntos donde se podía hacer comercio exterior desde y hacia Japón.

Durante el régimen de shogunato, el país alcanzará distintos niveles económicos, en los primeros años hay un crecimiento económico, todo esto con la pacificación de Japón y la redistribución del mapa político y social dentro del país. La población regresa a sus lugares de origen, la mayoría desalojados de los campos rurales por los sucesos de la guerra civil; con este sedentarismo se refleja en un crecimiento de los ingresos de unos 18.5 millones de koku al inicio del shogunato en 1603, hasta unos 25.8 millones de koku en 1700.
Se innova la tecnología agrícola con el establecimiento de sistemas de riego y nuevas herramientas, con lo que trae como consecuencia un aumento de la producción. Con la mejoría económica del campesinado se aplican los trabajos de asalariados y de contratos por arrendamiento. Al final, la producción de arroz que estaba en exceso, se aplica para productos manufacturados como sake, entre otros productos derivados del arroz. Al haber un aumento en la producción agrícola y de manufactura, también hay un aumento del comercio interno y externo, dando como consecuencia un aumento de la población en las ciudades.
Con el aumento del comercio en el país, los daimyō ven esta actividad como muy lucrativa para el sostenimiento y crecimiento de sus dominios; por lo que algunos clanes vasallos al shogunato como el clan Chōshu y Satsuma establecerían el monopolio comercial como fuente de riqueza. Adicionalmente el shogunato Tokugawa tomó control de la acuñación de monedas y en la recaudación de impuestos.
Sin embargo, después hubo problemas económicos, en gran parte por la autonomía que tenían los daimyō dentro del sistema baku-han, en especial con la concesión de la política fiscal a éstos, así obligando al shogunato una dependencia de sus propios recursos. Por añadidura, las inversiones y la descuidada política de gastos socavaron el presupuesto del shogunato hasta a finales del siglo XVII, cuando el shōgun Tokugawa Tsunayoshi aplicó reformas fiscales, hizo un nuevo censo y logró anular la deuda del shogunato con la clase comerciante, que después de este hecho cesó de prestar dinero al shogunato.
Debido a que la agricultura era la principal actividad económica del país, las malas cosechas ocurridas en 1675, 1680 y 1732 desencadenaron crisis económicas que desembocaron en rebeliones populares, sobre todo en el último año mencionado. Con la reducción de las cosechas, el shogunato y los daimyō tenían además mayores problemas en obtener ingresos y obligaron a los agricultores a aumentar su producción más allá de sus límites, lo que causó un bajón en la industria manufacturera, artesanía y comercio, que a su vez limitó la capacidad financiera del shogunato. Esta situación se vería paliada con algunas reformas económicas durante el siglo XVIII y comienzos del XIX.

## Sociedad y cultura

Pirámide estructural de la sociedad japonesa bajo el shogunato Tokugawa.

El shogunato Tokugawa además de implantar un nuevo orden político en el país, introdujo cambios sensibles en el estrato social japonés durante dos siglos y medio. Durante este régimen, el poder social de los samurái era evidente, mientras que los cortesanos y nobles (kuge), pese a que mantenían su estatus anterior, carecían de influencia política, cultural, económica y social en el país.
Con esto, los samurái encabezados por el clan Tokugawa, idearon una nueva estructura social, basada primordialmente en el confucianismo. En la cúspide del sistema se encontraba la clase samurái, seguida de la nobleza y las cortes; más abajo estaban las clases religiosas y por último se hallaban, en una categoría inferior, las clases urbanas, artesanos, comerciantes y delincuentes. Este sistema social se impuso a toda la comunidad japonesa y su influencia fue tal que la sociedad japonesa actual conserva algunos de sus rasgos.

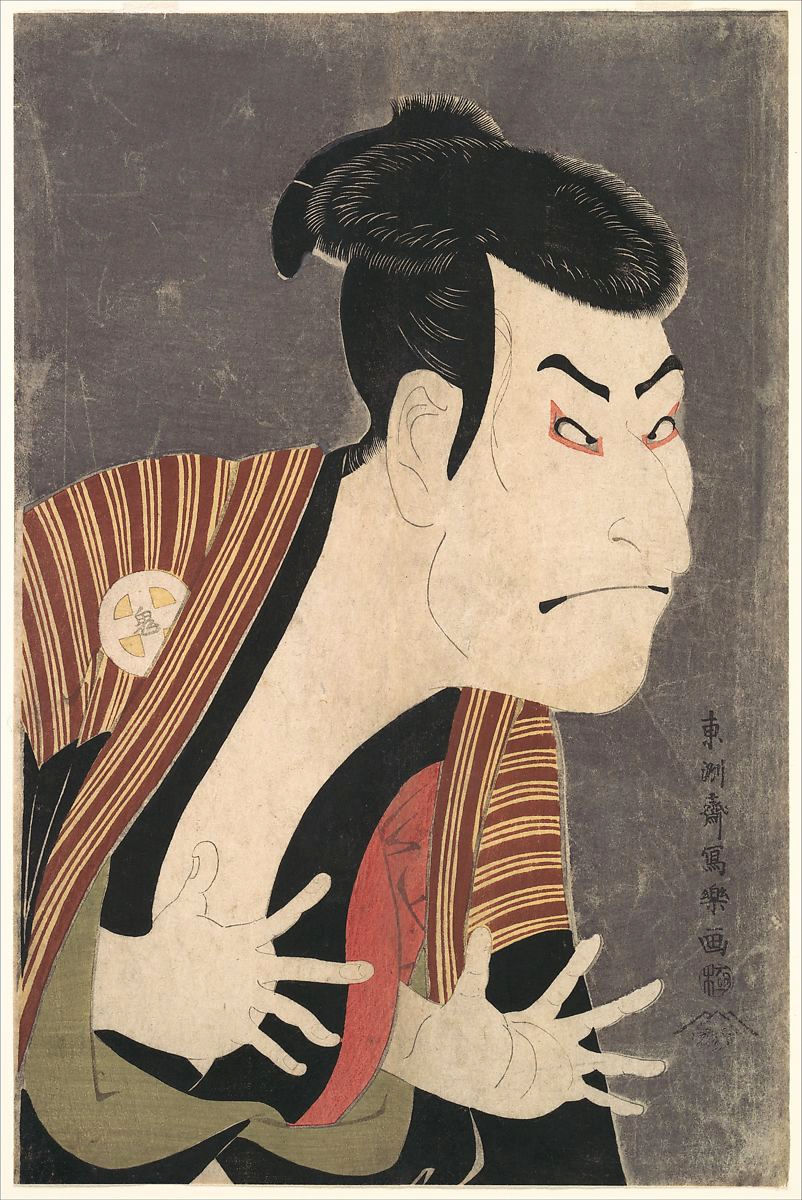
Ōtani Oniji III como Yakko Edobei (Tōshūsai Sharaku, 1794). Grabado de ukiyo-e mostrando a un actor de kabuki; estas dos formas de arte se desarrollaron durante el shogunato Tokugawa.

Otra transformación social ocurrida durante el shogunato es la persecución del cristianismo decretada por Tokugawa Ieyasu en 1614 y su posterior eliminación. El cristianismo, que había aparecido con la llegada de los exploradores portugueses en 1543, fue visto por el shogunato como una amenaza social y política que podía acabar con el régimen. Durante la persecución y prohibición, se obligó a la población a inscribirse en monasterios budistas, para registrar y confirmar su afinidad al budismo; con esta situación, los monasterios se convertían en agencias de censo patrocinadas por el bakufu. A algunas familias de los samurái y del kuge les era permitido censarse en templos shinto, que también cumplían con la misma función.
A esta prohibición se sumó otra que decretó el aislamiento de Japón del resto del mundo en 1639 (sakoku); tenía como excusa impedir la penetración de misioneros religiosos españoles y portugueses, pero posteriormente impidió cualquier penetración de navíos extranjeros y de sus tripulantes. Además, se prohibió el retorno de japoneses que se encontraban en China, Corea y Filipinas. También se prohibía la salida de japoneses del país so pena de muerte. Aunque virtualmente el país se encontraba blindado ante el resto del mundo, existían pequeños vínculos de intercambio: los neerlandeses se establecieron comercialmente en la pequeña isla artificial de Dejima, cerca de Nagasaki. No obstante, las actividades que se hacían en la isla eran muy restringidas y estaban bajo vigilancia continua del shogunato, que impedía el paso de neerlandeses de la isla a Japón. También existían pequeños intercambios comerciales con navíos chinos que llegaban a Nagasaki. Esta situación de aislamiento duraría hasta 1853.
Durante el shogunato se estableció una nueva categoría social, la de los rōnin (浪人?), que eran samurái que no estaban bajo el control de los daimyō; muchos de estos rōnin pertenecían a clanes derrotados durante el ascenso del clan Tokugawa al poder. El shogunato vio el surgimiento de esta clase social como un problema y se encargó de asignar a estos guerreros a otros daimyō o de reinsertarlos en otras clases sociales; algunos se volvieron comerciantes o artesanos y los rōnin de menor categoría se convirtieron en agricultores. Todo esto fue en vano, ya que el número de rōnin fue en incremento, convirtiéndose en un grupo problemático y diverso que tuvo implicaciones culturales e históricas.
Durante el shogunato nacieron nuevas expresiones culturales, que tenían carácter urbano y sincretista. En este período surgió el teatro nō, derivado de los rituales shinto y que es realizado de manera austera y ceremonial, que devino en una forma de entretenimiento para los samurái y la nobleza. Apareció también el teatro kabuki, similar al nō y que era el favorito de las clases populares, con representaciones de hechos históricos. También surgieron otras formas de expresión teatral como el bunraku (teatro de marionetas), el ukiyo-e (dibujo artístico antecesor del manga) y la danza, entre otros. Con este crecimiento cultural, en los centros urbanos se establecieron distritos de diversión donde se encontraban locales de entretenimiento tales como teatros, casas de té y prostíbulos; uno de los más famosos fue el de Yoshiwara, en Edo.
Otra expresión cultural única durante este régimen fue la rangaku o escuela holandesa (蘭学?), originada por el tímido contacto de los comerciantes neerlandeses con los japoneses en Dejima durante el sakoku y que trajo como consecuencia la entrada de nuevas corrientes de pensamiento científico provenientes de Occidente a Japón. Introdujo en el país conceptos de medicina y de ciencias naturales y a ella pertenecieron eruditos como Arai Hakuseki, Hiraga Gennai, Hanaoka Seishū, entre otros. Esta influencia, aunque limitada, era lo único que mantenía a Japón en el camino de la occidentalización. En todo caso,  esta corriente científica sería opacada en 1853 con el principio del bakumatsu.

## El bakumatsu

El comodoro Matthew Perry.

El bakumatsu (幕末bakumatsu'?) fue el período de declive del shogunato Tokugawa, que abarca entre 1853 y 1867, cuando Japón sufrió una transformación política radical, principalmente por el fin del sakoku y la división política entre el Ishin Shishi, que agrupaba a los partidarios de la restauración imperial, y las fuerzas shogunales, incluyendo a la fuerza selecta de los Shinsengumi. Estas disputas desembocaron en desorden y caos en el país y culminaron con la guerra Boshin, la entrega del poder del shōgun Tokugawa Yoshinobu en 1867, su rendición ante las fuerzas imperiales en 1868 y la posterior implantación de la Restauración Meiji, merced a la cual el emperador Meiji obtuvo el control absoluto de Japón. Sin embargo, fuerzas leales al shogunato siguieron batallando hasta junio de 1869.
El suceso que marcó el comienzo de este período fue la llegada del comodoro Matthew Perry, que arribó a la bahía de Edo con varios buques de guerra en julio de 1853, exigió enérgicamente la apertura de Japón a barcos estadounidenses en el plazo de un año y amenazó con acciones militares al shogunato si este no se avenía a ello. A pesar de la vigencia de la política de sakoku y de que algunos daimyō estaban dispuestos a luchar contra los extranjeros, el shogunato observó con preocupación la superioridad tecnológica de los buques de Estados Unidos, y prefirió por ello firmar el Tratado de Kanagawa en 1854, que abrió dos puertos a naves estadounidenses, garantizó el buen trato a los náufragos de esta nacionalidad y permitió la instalación de un cónsul de los Estados Unidos en Shimoda, al sudoeste de Edo.
Esto ocasionó un daño a la imagen del shogunato, que estaba en franca debilidad y al que criticaban los daimyō radicales; así Abe Masahiro, quien negoció con los estadounidenses, decidió realizar la Reforma Ansei de 1854 a 1856, con el objetivo de fortalecer al régimen shogunal mediante la construcción de defensas y naves con la ayuda del Gobierno holandés, y con el entrenamiento naval de parte de dicho país. Estas reformas suscitaron la oposición de parte de los fudai daimyō, por lo que Abe fue reemplazado por Hotta Masayoshi en 1855.
Entre tanto la disidencia estaba acaudillada por Tokugawa Nariaki, que tenía una lealtad militante al emperador y sentimientos xenófobos. La escuela de Mito, que tenía bases neoconfucianistas y sintoístas, también tuvo como meta la restauración del emperador, en conjunto con un acercamiento a las potencias extranjeras.
En los años finales del shogunato aumentó el contacto con las potencias extranjeras, al igual que las concesiones que el shogunato otorgó a dichos países. Un tratado con los Estados Unidos en 1859, que permitiría más libertades incluyendo la extraterritorialidad, fue el punto de discordia entre los opositores. Hotta había perdido el apoyo dentro del shogunato; esto era una señal del inmiscuimiento del emperador en la política interna, suceso que no había ocurrido en siglos. Nariaki lo aprovechó y apeló ante la Corte el apoyo de su hijo Tokugawa Yoshinobu, que a su vez tenía el apoyo de los shinpan y los tozama daimyō. No obstante los fudai daimyō presionaron e instalaron a Tokugawa Iemochi como shōgun, arrestaron a Nariaki y a Yoshinobu e hicieron ajusticiar a Yoshida Shōin, impulsor del movimiento intelectual sonnō-jōi que se oponía al tratado estadounidense y fomentaba una revolución contra el shogunato.

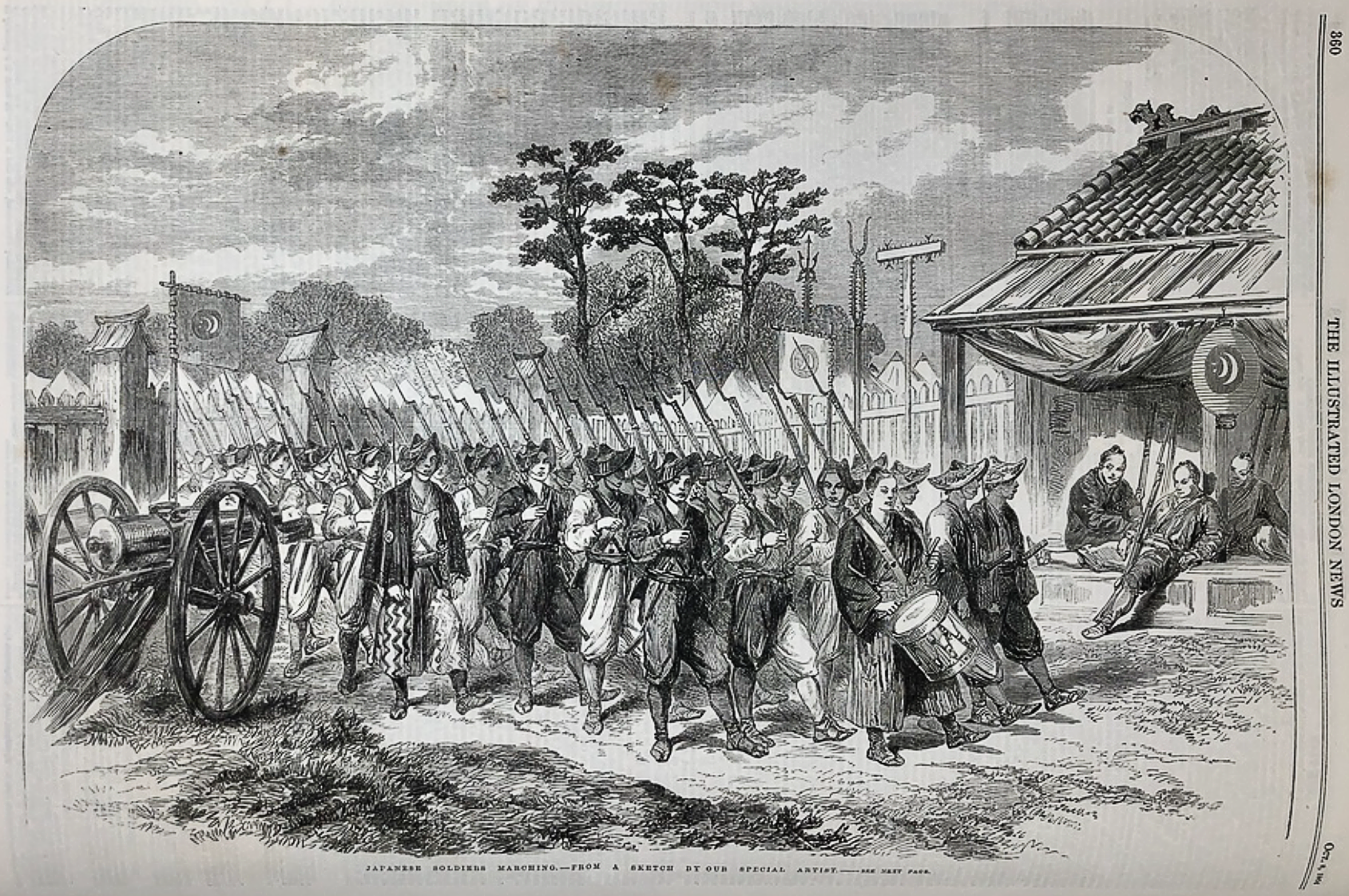
Tropas del shogunato Tokugawa (1864).

Durante los siguientes años, el Ejército y la Marina fueron modernizados y se fijaron las bases del Ejército Imperial Japonés y la Marina Imperial Japonesa. En los años finales, el shogunato poseía ocho naves de guerra de estilo occidental, entre los que sobresalía el acorazado Kaiyō Maru. Adicionalmente en 1867, una misión militar francesa ayudó en el adiestramiento de las tropas del shogunato.
Por otro lado, la figura del emperador Kōmei, símbolo de la unidad japonesa, fue usada por los extremistas como chivo expiatorio para realizar asesinatos contra las autoridades shogunales, feudales y extranjeros durante la década de 1860.  Uno de los más graves fue el del llamado Incidente de Namamugi de 1862, en el que pereció un británico. Destacó asimismo el surgimiento de los Cuatro Hitokiri del Bakumatsu, samuráis que utilizaban el asesinato de figuras shogunales como medio de represión. Otros hechos encendieron el odio a los extranjeros, tales como el Bombardeo de Kagoshima de 1863, con el que los británicos se vengaron del incidente del año anterior y que causó daños al clan Satsuma.
La situación se tornó más crítica con la repentina muerte del shōgun Tokugawa Iemochi en 1866 y la del emperador Kōmei en 1867. Asumieron sus puestos respectivamente Tokugawa Yoshinobu y el emperador Meiji. Yoshinobu intentó reorganizar el gobierno restaurando al emperador, pero preservando el liderazgo del shōgun, en lo que se denominó kōbu gattai. En 1866, los feudos disidentes de Satsuma y Chöshü poseían un mayor poder y lograron derrotar una fuerza del shogunato que pretendía reducirlos. Yoshinobu decidió no empeorar el conflicto y abandonó la lucha, lo que en realidad dio ventaja a las fuerzas de Satsuma-Chōshū, que se dirigieron a Kioto para presionar a la Corte Imperial para que emitiera un edicto que aboliese el shogunato.

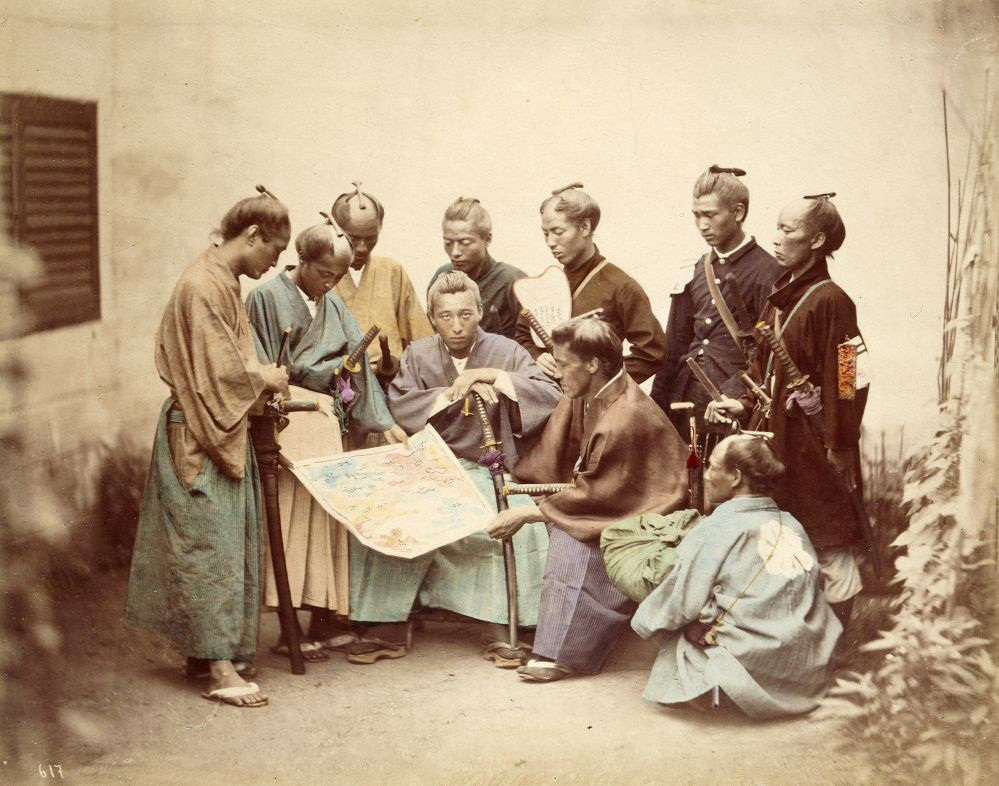
Fotografía de varios samurái del clan Satsuma, rivales acérrimos del shogunato Tokugawa durante la Guerra Boshin. Sería la última guerra japonesa en donde los samurái tendrían participación, siendo reemplazados por el ejército regular durante la Restauración Meiji. Fotografía de Felice Beato.

Poco después se realizó una conferencia con los daimyō, y la Corte Imperial promulgó un edicto que privó de poder al shogunato a finales de 1867. No obstante, los líderes de Satsuma y Chōshū, junto con otros extremistas, decidieron rebelarse y tomar el Palacio Imperial y anunciar el comienzo de la restauración el 3 de enero de 1868.
Yoshinobu no tuvo más remedio que aceptar el edicto y renunciar como shōgun, suceso que acabó con el gobierno autoritario que había dominado Japón por más de doscientos sesenta años. Aun así, temiendo que los aliados del clan Tokugawa intentaran consolidar el poder del shogunato, las fuerzas de Satsuma, Tosa y Chōshū declararon la guerra Boshin, que tuvo una duración de dieciséis meses y terminó en mayo de 1869, y en la que poco a poco las fuerzas antishogunales e imperiales forzaron la rendición de la ciudad de Edo y el arresto de Yoshinobu. Esto motivó el traslado de las fuerzas shogunales a la isla de Hokkaidō, acaudilladas por el almirante Enomoto Takeaki, que instauró la efímera República de Ezo, que duró de finales de 1868 a mediados de 1869.
En junio de 1869, los últimos remanentes de las fuerzas leales al shogunato Tokugawa fueron vencidos y así se consolidó de manera absoluta la Restauración Meiji en toda la nación; esta abolió para siempre los feudos, hizo desaparecer los samurái en Japón e inició un proceso de expansión y modernización impulsado por el emperador Meiji, quien a partir de entonces ostentó el poder absoluto en el país, cuyo nombre cambió a Imperio de Japón.

## El shogunato Tokugawa en la literatura y el cine
En el año 1954, el director japonés Akira Kurosawa, retrató parte de la sociedad de esta época en su película Los siete samuráis. En ella, un grupo de campesinos cansados de ser constantemente atacados por una banda de forajidos, contrata los servicios de siete ronin para defenderlos. La película sirvió más adelante como base para otro clásico de la historia del cine, Los siete magníficos.
Años más tarde, en 1980, Kurosawa dirige Kagemusha, relato acerca de Takeda Shingen y la batalla de Nagashino entre los clanes de Tokugawa y Takeda. George Lucas y Francis Ford Coppola fueron los productores ejecutivos de la versión internacional, gracias a que convencieron a la 20th Century Fox de que ayudara a la productora original, Toho Studios a terminar la película a cambio de los derechos de distribución a nivel mundial.
En 1975 el escritor británico James Clavell publicó la novela titulada Shogún, señor de samuráis. La historia narra las aventuras de un marino inglés, convertido en samurái, tras encallar su barco en las costas de Japón. Aunque se trata de una ficción, sus personajes principales están basados en las siguientes figuras históricas:
- Goroda: Oda Nobunaga
- Nakamura: Toyotomi Hideyoshi
- Toranaga: Tokugawa Ieyasu
- Blackthorne: William Adams
- Ochiba: Yodo-Dono
- Yaemon: Toyotomi Hideyori
- Sudara: Tokugawa Hidetada
- Ishido: Ishida Mitsunari
- Mariko: Hosokawa Gracia
- Martin Alvito: João Rodrigues

Posteriormente, la novela fue llevada a la televisión en forma de miniserie, protagonizada por Richard Chamberlain y Toshirō Mifune en los papeles de Blackthorne y Toranaga respectivamente.
El autor de cómics, Osamu Tezuka, ha reflejado la etapa final, décadas de 1850 y 1860, del shogunato en la obra El árbol que da sombra. En esta obra se compara al shogunato con un gran cerezo, que proporciona sombra, pero ha vivido ya 250 años, el interior de su tronco está podrido y carcomido por los parásitos, con lo que un simple empujón bastaría para que se desplomase.